# 프랑스 축구 국가대표팀의 역사
프랑스 축구 국가대표팀의 역사는 1904년으로 거슬러 올라간다. 파란 군단 (Les Bleus) 으로도 알려진 국가대표팀은 축구 분야에서 프랑스를 대표한다. 프랑스 축구 협회가 관리하며 UEFA의 회원국이다.
프랑스는 1930년 초대 FIFA 월드컵에 참가한 4개의 유럽팀들 중 한팀이며, 대회 우승을 거둔 8개팀들 중 한팀인데, 1998년 홈 안방에서 우승을 차지했었다. 당시 프랑스는 결승전에서 브라질을 3-0으로 격파하였다. 프랑스, 잉글랜드, 스페인은 각각 1번의 FIFA 월드컵 우승 기록을 가지고 있다. 프랑스는 2차례의 UEFA 유럽 축구 선수권 대회 우승을 거두었는데, 첫 번째 우승은 1984년에 발롱도르 수상자인 미셸 플라티니를 중심으로 이룩하였고, 그리고 2000년에는 그해 FIFA 올해의 선수로 선정된 지네딘 지단을 보유하였다. 프랑스는 2001년 FIFA 컨페더레이션스컵 우승을 차지하면서 아르헨티나와 함께 FIFA 월드컵, FIFA 컨페더레이션스컵, 그리고 하계 올림픽에서 모두 우승을 차지한 유이한 국가가 되었다.

## 초창기

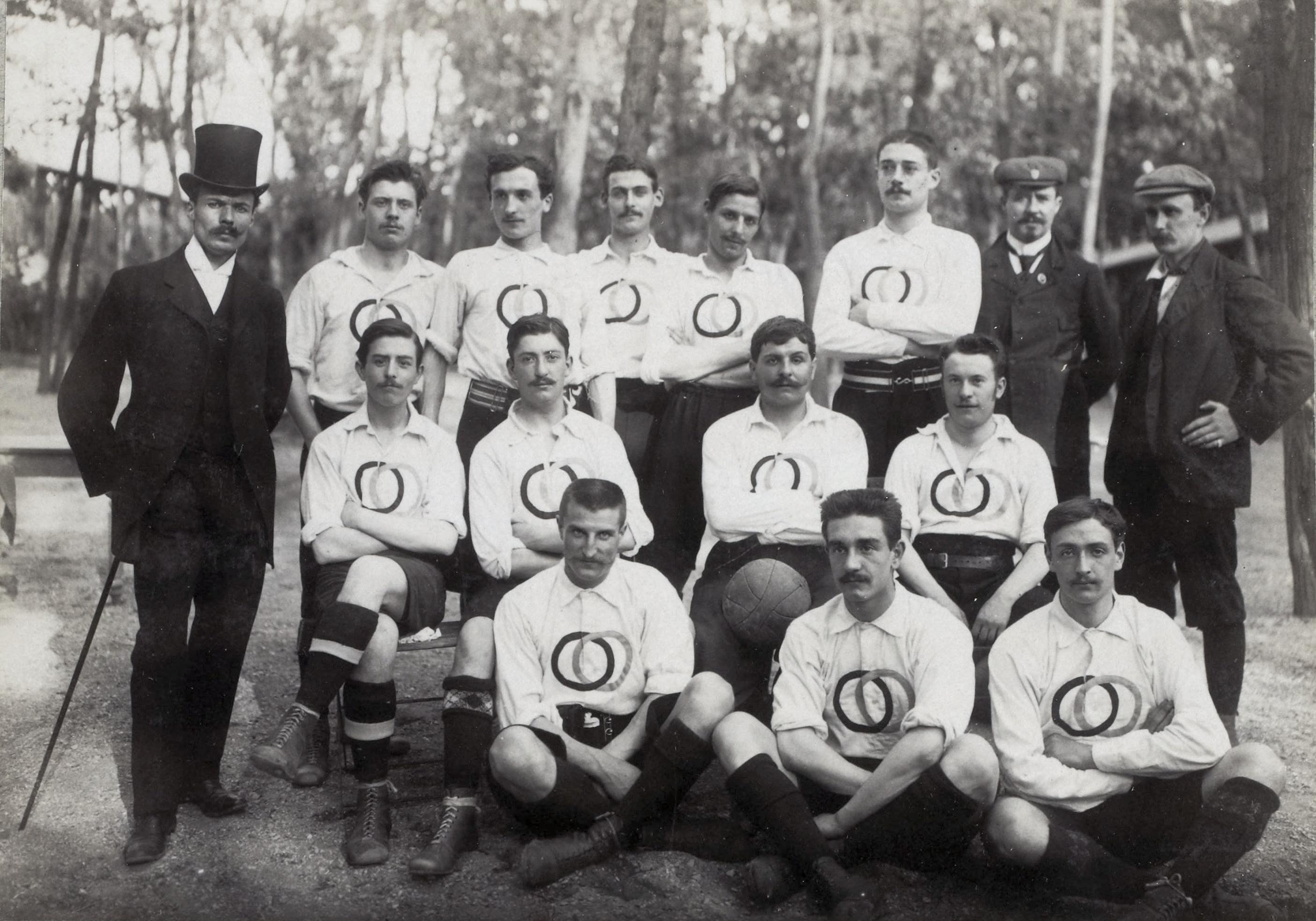
1900년 하계 올림픽에 참가한 USFSA의 프랑스팀

프랑스 축구 국가대표팀은 FIFA가 창립되는 1904년 5월 21일경에 창설되었다. FIFA의 창립 이전에 프랑스는 파리에서 열린 1900년 하계 올림픽을 준비하는 과정에서 프랑스 클럽 선수들로 구성되었으며 현재는 해체된 프랑스의 스포츠 연합인 프랑스 체육 스포츠 사회 연합 (USFSA)의 대표로 출전했었다. USFSA팀은 금메달 결정전까지 진출해 영국 대표로 출전한 업턴파크에게 0-4로 패해 은메달을 획득하였다. 1900년과 1904년 사이 USFSA 관할로, 프랑스는 5경기에 출전하였는데, 벨기에를 상대로 6-2로 승리하였고, 나머지는 잉글랜드와 대결했으나, 4번 모두 패하였다.
프랑스 국가대표팀의 첫 경기는 1904년 5월 1일, 벨기에와의 경기였고, 결과는 3-3 무승부였다. 경기는 위클 (브뤼셀) 에 위치한 스타드 뒤 비비에르 도이에에서 열렸고, 프랑스가 기록한 3골의 주인공은 루이 메스니에, 마리위스 로예, 그리고 가스통 시프레였다. 1905년 2월 12일, 프랑스는 스위스를 상대로 파르크 데 프랭스의 500명 관중 앞에서 첫 홈경기를 펼쳤다. 프랑스는 시프레의 결승골에 힘입어 1-0으로 이겼다. 같은해 말, 프랑스는 벨기에를 다시 상대하기 위해 브뤼셀로 이동했으나, 0-7로 패하였다. 1906년 4월 22일, 생-클루에서 벨기에와 다시 붙은 경기에서, 프랑스는 벨기에에게 0-5로 또다시 졌다. 11월 11일, 프랑스는 잉글랜드에게 0-15의 패배를 당하였고, 이후 벨기에에게 2-1로 승리하였다.
1908년 6월 7일, FIFA 대표는 USFSA가 프랑스를 대표로 하계 올림픽에 선수단을 파견할 자격을 상실했다고 결정하였다. 이로 인해, 프랑스는 이례적으로 대회에 A와 B 두팀을 런던에서 열린 1908년 하계 올림픽에 파견하였다. 두 팀간의 차이는 선수 외에도 더 있었는데, 프랑스 A는 FIFA 관할의 팀으로, 경기가 공식적으로 기록되었으나, USFSA의 프랑스 B팀은 그렇지 않았다. 두 팀은 긴 훈련과 배를 이용한 이동 끝에 모두 경기 당일날 도착하였다. 프랑스 B팀은 8강에서 덴마크에게 0-9로 패하면서 탈락하였고, A팀은 준결승전에서 1-17의 참패를 당하며 퇴장하였는데, 같은 경기에서 소푸스 닐센이 개인 경기 최다골인 10골을 기록하였다. 하계 올림픽 이후인 1908년 5월 9일, USFSA를 견제하는 단체인 프랑스 협회간 위원회 (CFI)는 USFSA가 아닌 FIFA 관할 팀이 클럽 대표로 향후의 올림픽 대회에서 대표로 나갈 것임을 결정 내렸다. 국제 올림픽 위원회 (ICO)의 창립 회원인 USFSA는 판결에 이의를 제기하였고, 합의하기까지 3년이라는 시간이 걸렸으나, 합의점에 도달하지 못하였고, 결국 프랑스는 1912년 하계 올림픽에 선수단을 파견하지 못하였다. FIFA와 IOC간의 수차례 불화로 인해, USFSA는 해체되었고, 1913년, CFI에 반강제적으로 합병되었다. 1919년, CFI는 프랑스 축구 협회 (Fédération Française de Football) 로 개칭되었다.

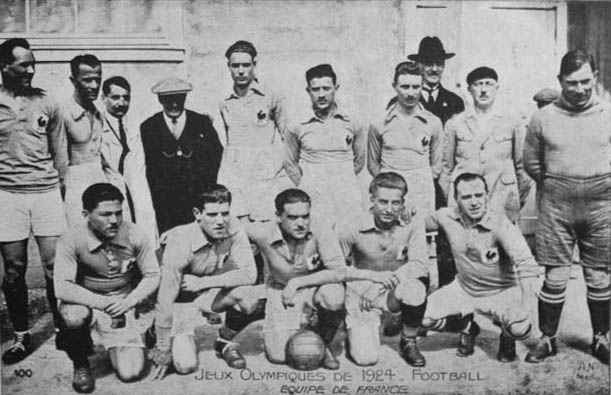
1924년 하계 올림픽의 프랑스팀.

FFF의 창립 이후, 국가대표팀은 안정을 찾아갔다. 협회 창설 이후의 첫 경기 상대는 벨기에로, 1919년 3월 9일에 경기가 열렸다. 프랑스는 이 경기에서 가브리엘 아노의 2골에 힘입어 2-2로 비겼다. 이 시기에 국가대표팀이 거둔 가장 큰 성과는 잉글랜드를 2-1로 물리친 것이었다. 이 승리는 프랑스가 잉글랜드를 상대로 10경기가 넘는 대결에서 패배를 거듭한 후 첫 승리를 거둔 것이다. 1921년 USFSA는 프랑스 축구 협회와 완전히 합병되었다. 이 합병으로 국가대표팀 선수 선발은 FFF가 전권을 가져가게 되면서, 이와 관련된 문제를 완전히 해결하였다. 그 결과, 협회 임원들인 가스통 바로, 장 리갈, 모리스 델랑슈, 그리고 자크 코드롱은 선수 선발 과정을 관리하기 위해 선발 위원회를 형설하였다. 바로는 비공식적인 국가대표팀 감독으로 내정되었다.
1923년, 국가대표팀은 경기를 6번 연속으로 패했는데, 이 기간동안 스페인에게 1-2 패배를 당했고, 암스테르담에서 네덜란드에게 1-9로 무참히 짓밟혔다. 1924년 1월 13일, 파리에서 벨기에를 2-0으로 이기면서 무승의 수렁에서 빠져나왔다. 이후, 프랑스는 1924년 하계 올림픽을 준비하는 과정에서 3월에 스위스에게, 5월에 잉글랜드에게 연달아 패하였다. 대회 본선에서, 프랑스는 라트비아를 7-0으로 제압하고 2라운드에 진출하였으나, 우루과이에게 1-5로 완패하였다. 4년 후인 1928년 하계 올림픽, 프랑스는 1라운드를 통과한 후 이탈리아에게 3-4로 패하였다.

## FIFA 월드컵의 출범
1930년 7월, 프랑스는 우루과이에서 열린 초대 FIFA 월드컵에 참가하였다. 프랑스는 아르헨티나, 멕시코, 그리고 칠레와 함께 유일하게 4팀으로 구성된 조에 들어갔다. 몬테비데오의 에스타디오 포시토스에서 열린 FIFA 월드컵 첫경기에서, 프랑스는 멕시코를 4-1로 꺾었다. 뤼시앵 로랑은 프랑스의 FIFA 월드컵 첫 득점자로 이름을 올렸을 뿐만 아니라, FIFA 월드컵 역사상 최초의 득점자로 기록되었다. 경기의 40분, 마르셀 랑지예르가 미국의 바트 맥기가 벨기에를 상대로 득점하기 1분전에 FIFA 월드컵 2호골을 득점을 성공시켰다. 꿈만 같은 시작에도 불구하고, 프랑스는 나중에 조 1위를 차지하는 아르헨티나에게 루이스 몬티의 결승골을 81분에 헌납해 0-1로 패하였다. 프랑스는 이후 칠레와의 경기에서 똑같은 결과로 패하였다.

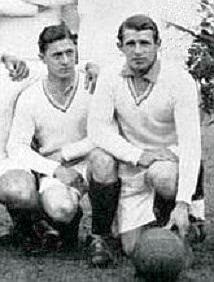
초대 FIFA 월드컵의 뤼시앵 로랑과 마르셀 랑지예르

FIFA 월드컵으로부터 1달 후, 프랑스는 남아메리카로 다시 이동해 브라질과 히우 지 자네이루에서 한판을 벌였다. 20분만에 에드몽 델푸르의 멀티골로 리드를 잡았으나, 프랑스는 아투어 프리덴라이히와 에이투르 도밍게스에게 실점을 내주었는데, 후자의 선수에게 2골을 내주면서 리드를 지키는데 실패하였다. 이듬해, 프랑스는 독일 (1-0) 과 잉글랜드 (5-2)를 잇달아 이겼다. 두 경기는 콜롱브의 스타드 올랭피크 이브 뒤 마누아르에서 열렸는데, 이 경기장은 당시 파르크 데 프랭스와 함께 국립경기장으로 사용되었다. 세네갈 혈통의 라울 디아뉴는 1-2로 패한 체코슬로바키아와의 1931년 2월 15일 경기에 출전해 프랑스 국가대표로 출전한 첫 흑인 선수가 되었다. 그는 훗날 프랑스 국가대표팀의 최초 북아프리카 혈통인 라르비 벤바레크와 함께 1938년 FIFA 월드컵에 출전하게 되었다. 1932년 6월, 국가대표팀은 발칸반도를 일주하였는데, 이 과정에서 유고슬라비아, 불가리아, 그리고 루마니아를 상대하였다. 프랑스는 발간 반도 일주를 1승 2패로 기록했는데, 1승은 장 세상베르가 해트트릭을 기록한 불가리아 (5-3)를 상대로만 기록하였다.
1934년 4월 15일, 프랑스는 룩셈부르크 시에서 룩셈부르크를 상대로 6-1로 이기는 것을 시작으로 1934년 FIFA 월드컵 예선전에 박차를 가하였다. 이 경기에서의 승리로, 프랑스는 FIFA 월드컵 본선에 진출하였고, 오스트리아와 1라운드에서 만났다. 초대 FIFA 월드컵에서 진행된 조별 리그는 없었고, 바로 토너먼트전으로 시작하였다. 연장전까지 진행된 이 경기에서, 프랑스는 연장전에 안톤 샬과 요제프 비칸에게 연달아 골을 내주며 2-3으로 패하였다. 국가대표팀이 파리로 귀환하였을때, 선수들은 4,000명의 팬들의 환대를 받으며 복귀하였다. FIFA 월드컵 대회에서 패배를 맛본 이후, 프랑스는 37,000명의 관중이 웅집한 파르크 데 프랭스에서 유고슬라비아를 3-2로 이겼다.
1938년 FIFA 월드컵의 개최국으로써, 프랑스는 대회 본선에 자동으로 진출하였다. 프랑스의 1라운드 상대는 오랜 악연을 가진 벨기에였고, 이 경기에서 장 니콜라의 2골과 에밀 베낭트의 FIFA 월드컵 역사상 가장 이른 골로 손꼽히는 골에 힘입어 3-1로 이겼다. 8강에서, 프랑스는 전 대회 우승팀 이탈리아를 상대하였으나 1-3으로 패하였다. 이후 이탈리아는 헝가리를 결승전에서 4-2로 제압하여 타이틀 방어에 성공하였다.
제2차 세계 대전으로 인해, FIFA는 1942년과 1946년 FIFA 월드컵을 모두 취소하였다. 국가대표팀 활동은 중단된 후, 재게되었으나, 종전 전까지 다시 중단되었다가 재개되어 현재까지 이어져 왔다. 첫 국가대표팀 활동 중단 시기는 1940년 1월 29일 포르투갈전 3-2 승리부터 1942년 3월 8일, 스위스전 0-2 패배까지였다. 이후, 프랑스는 0-4로 패한 스페인과의 경기를 한경기 더 치렀고, 1942년 3월 16일부터 다시 활동이 중단되었다. 프랑스는 1944년 크리스마스 이브날 파리에서 벨기에를 3-1로 이긴 것을 시작으로 활동을 재개하였다.

## 1950년대의 첫 황금기
종전 후, FIFA는 월드컵을 재회하였고, 프랑스와 유고슬라비아는 1950년 FIFA 월드컵 진출권을 놓고 경합하였다. 두 팀간의 1, 2차전은 10월 10일과 31일에 열렸고, 두 경기 모두 1-1 무승부로 끝나자, FIFA는 12월에 중립 구장에서의 플레이오프를 통해 진출팀을 가릴 것임을 통보하였다. 경기에 앞서, 프랑스는 11월에 체코슬로바키아와 친선경기를 펼쳐 1-0으로 이겼다. 이탈리아 피렌체의 스타드 조반니 베르타에서 열린 플레이오프전에서, 프랑스는 연장전에 젤리코 차이코프스키에게 골을 헌납해 2-3으로 패하였고, 그에 따라 예선전에서 탈락하게 되었다.
1951년 2월 2일, 프랑스는 유고슬라비아에 2-1로 승리해 설욕하였다. 1950년대에 들어 쥐스트 퐁텐, 레몽 코파, 장 뱅상, 로베르 종케, 마량 위스니에스키, 타데 시소우스키, 그리고 아르망 팡베른이 국가대표팀이 발탁되었다. 다수의 선수들은 릴, 생테티엔, 그리고 스타드 랭스와 같은 프랑스 클럽의 선수들로 구성되어 있었다. 장 바라트 주장과 로제 마르슈의 지휘 하에, 프랑스는 1952년 4월 20일 포르투갈전 2-0 승리를 시작으로 6경기 무패 행진을 벌였다. 이 기간동안, 프랑스는 서독을 상대해 3-1로 이기기도 했다. 무패 행진은 1952년 성탄절에 벨기에한테 0-1로 패하면서 끝났다. 프랑스는 1954년 FIFA 월드컵 예선전에서 조 상대인 아일랜드와 룩셈부르크를 상대로 순항하였다. 프랑스는 예선 조에서 무패를 기록하였고, 20골을 득점하고 단 4실점만 허용하였다. 조별 리그제가 부활한 스위스에서 열린 FIFA 월드컵 본선에서, 프랑스는 브라질, 유고슬라비아, 그리고 멕시코와 한 조에 편성되었으나, 후자의 2팀만 상대하였다. 조별 리그 1차전에서 프랑스는 유고슬라비아에게 0-1로 졌다. 그러나 멕시코와의 2차전에서는 3-2 승리를 거두었으나, 유고슬라비아와의 상대 전적에서 밀리는 바람에 8강 진출권을 내주었다.

### 1958년 FIFA 월드컵
FIFA 월드컵 대회 종료 후, 프랑스는 서독, 스페인, 잉글랜드, 그리고 스웨덴을 상대하면서 8경기 연속 무패 행진을 이어갔다. 1958년 FIFA 월드컵의 예선전에서 꾸준하게 성과를 낸 프랑스는 무난히 스웨덴에서 열린 본선에 무난히 합류하였다. 프랑스는 2대회 연속으로 예선에서 무패행진을 벌였는데, 프랑스는 이 대회 예선전에서 19골을 득점하고 4골만을 허용하였다. 프랑스의 19골 득점할 당시 주축 선수는 라싱 파리의 스트라이커 타데 시소우스키로 총 7골을 득점했는데, 이중 5골은 6-3으로 승리한 벨기에전에서 나왔다. 1958년 FIFA 월드컵 본선에서, 프랑스는 3위를 차지하였다. 조별 리그에서, 프랑스는 또다시 유고슬라비아를 상대하였으나, 퐁텐의 2골에도 불구하고 2-3으로 패하였다. 스코틀랜드전에서 2-1 승리를 거둔 프랑스는 조 1위를 차지해 역사상 처음으로 FIFA 월드컵 조별 리그전을 통과하였다. 8강전에서 프랑스는 북아일랜드를 상대로 4-0 낙승을 거두었는데, 이 경기에서 퐁텐은 또다시 멀티골을 달성하였다. 준결승전에서, 프랑스는 유동적인 브라질을 넘어가는데 실패하였는데, 특히 팀의 기둥이자 수비수인 로베르 종케의 부상은 뼈아팠다. 프랑스는 경기를 지배한 펠레에게 해트트릭을 허용해 브라질에게 2-5로 패하였다. 3위 결정전에서, 프랑스는 서독을 6-3으로 이겼는데, 같은 경기에서 퐁텐은 4골을 추가해 이 대회에서 총 13골을 기록하였고, 이 기록은 아직까지도 FIFA 월드컵 역사상 한 대회 최다 득점 기록으로 남아있다.

### 1960년 유러피언 네이션스컵
FIFA 월드컵을 성공적으로 마무리한 프랑스는 홈 안방에서 열리는 초대 UEFA 유럽 축구 선수권 대회에 참가하였다. 클럽의 예선 첫 상대는 그리스로, 레알 마드리드의 유명 선수인 레몽 코파의 활약에 힘입어 7-1 대승을 거두었다. 나흘 후, 프랑스는 빈으로 이동해 오스트리아를 2-1로 따돌렸다. 그리스와의 2차전에서, 프랑스는 1-1로 비겼고, 합계 8-2를 기록해 다음 라운드로 진출하였다. 다음 예선 라운드에서, 프랑스는 오스트리아를 다시 상대하였다. 1차전에서, 프랑스는 5-2 승리를 거둔 경기에서 먼제 3골을 기록하였고, 2차전에서도 오스트리아에게 4-2로 이겼다. 합계 9-4를 기록한 프랑스는 본선에 진출하였다. 홈 안방에서 열린 1960년 유러피언 네이션스컵에서, 프랑스는 코파, 퐁텐, 그리고 로제 피앙토니 없이 유고슬라비아를 상대하였고, 75분까지 4-2로 앞서고도 4-5의 충격패를 당하였다. 프랑스는 플라비 (Plavi) 에게 4분 내에 해트트릭을 허용하였고, 승리까지 내주었다. 유고슬라비아는 이후 결승전에서 소비에트 연방에게 패하였다. 3위 결정전에서, 프랑스는 체코슬로바키아에게 0-2로 패하였다.

## 쇠락기
1960년대에 들면서, 로베르 종케, 쥐스트 퐁텐, 아르망 팡베른, 로제 마슈, 레몽 캘벨, 그리고 장 뱅상 등의 베테랑이 국가대표팀 은퇴를 선언하였다. 1958년 FIFA 월드컵 3위 주역들 중 마량 위스니에스키, 로제 피앙토니, 장-자크 마르셀, 앙드레 르롱, 그리고 레몽 코파만이 남게 되었다. 1960년 4월 25일, 앙리 게랭이 국가대표팀 1군 감독으로 내정되었다. 1960년 유러피언 네이션스컵에서 4위를 차지한 후, 게랭에게 1962년 FIFA 월드컵 본선행의 의무가 주어졌다. 프랑스는 핀란드를 헬싱키에서 2-1, 불가리아를 파리에서 3-0으로 이기며 훌륭하게 시작하였다. 핀란드에게 5-1로 다시 승리를 거둔 후, 프랑스는 본선행에 근접한 것으로 보였으나, 불가리아가 핀란드를 3-1로 꺾으면서 두 팀이 승점에서 동률을 이루었다. FIFA는 중립 구장에서 두 팀이 맞대결을 벌이도록 지시하였다. 밀라노의 산 시로에서 열린 플레이오프전에서, 프랑스는 불가리아에게 0-1로 패하였다. 탈락 후, 코파, 피앙토니, 그리고 마르셀은 국가대표팀에서 은퇴하였다.
불가리아전 패배 이후, 프랑스는 폴란드에게도 1-3으로 패하였다. 이탈리아를 상대로 또다시 패배를 맛본 후, 프랑스는 1964년 유러피언 네이션스컵 예선전에 참가하였다. 예선전에서, 프랑스는 잉글랜드와 격돌하였다. 1차전은 셰필드의 힐스버러 스타디움에서 열렸는데, 프랑스는 1-1로 비겼고, 2차전에서는 뤼시앙 코수와 위스니에스키가 각각 2골씩 성공시킨 덕에 5-2로 이겼다. 그 다음 라운드에서, 프랑스는 불가리아를 만났다. 소피아에서 불가리아에게 0-1로 승리를 내주었으나, 파리에서 열린 2차전에서 3-1로 이겨 합계 3-2로 다음 라운드에서 헝가리를 맞이하게 되었다. 스타드 올랭피크 이브-뒤-마누아르에서 열린 1차전에서, 프랑스는 1-3으로 패하였고, 코수가 0-3 상황에서 득점해 영패를 면하였다. 비록 프랑스는 2차전에서 귀화한 국가대표 선수인 네스토르 콩뱅의 선제골로 앞서나갔으나, 2차전도 헝가리에게 내주었다. 헝가리전 패배로 인해 프랑스는 또다시 주요 대회 본선행에 실패하였다.
프랑스는 1966년 FIFA 월드컵 예선전 후 주요 국제 무대에 복귀하였다. 프랑스는 전력이 약화된 유고슬라비아, 노르웨이, 그리고 룩셈부르크와 한조에 들어가면서 상대적으로 쉬운 조에 편성되었다. 프랑스는 예선 조경기를 5번 승리하였고, 베오그라드에서 유고슬라비아에게 0-1로 단 한번만 패배를 허용하였다. 프랑스는 FIFA 월드컵을 앞두고 벌인 강팀들과의 6차례의 친선 경기에서 무승으로 부진에 빠졌다. 잉글랜드에서 열린 본선 대회에서, 프랑스는 잉글랜드, 멕시코, 그리고 우루과이로 편성된 조에서 최하위로 탈락하였다. 멕시코와의 경기에서 오심으로 1-1 무승부를 거둔 후, 프랑스는 우루과이에게 1-2로 패하였고, 8강 진출에 대한 희망이 희박해졌다. 잉글랜드와의 조별 리그 최종전에서, 프랑스는 98,000명의 웸블리 스타디움 관중들 앞에 두고 0-2로 패하였다. 또다시 패한 프랑스는 대회에서 탈락하였다. 그 결과, 앙리 게랭 감독은 경질되었다.
게랭의 뒤를 이어 호세 아리바스와 장 스넬라가 임시로 공동 감독이 되었고, 쥐스트 퐁텐이 정식으로 취임하였다. UEFA 유로 1968의 예선전은 퐁텐의 임기에 시작되었으나, 퐁텐의 자리도 루이 뒤고게의 자리로 바뀌었다. 뒤고게의 지도 하에, 프랑스는 유고슬라비아와의 예선 8강전에서 합계 2-6 패배를 당하면서 대회 본선 진출에 실패하였다. 팬들의 부정적인 반응에도 불구하고, 뒤고게는 연임하여 1970년 FIFA 월드컵 예선전 초기까지 프랑스를 이끌었다. 스트라스부르에서 열린 예선 1차전에서, 부상병동이 된 프랑스는 아마추어 선수들이 주축인 노르웨이에게 0-1로 패하는 망신을 당했다. 그 다음 경기에서는 헝가리에게 2-2로 비겼고, 그 결과 뒤고게가 감독직을 내려놓았다. 1969년 3월 2일, 여론의 힘으로 조르주 불로뉴가 뒤고게의 후임이 되었다. 불로뉴가 맡은 첫 경기인 잉글랜드와의 친선전에서, 프랑스는 0-5로 짓밟혔다.
불로뉴는 국가대표팀의 예선 기간동안 팀을 계속 이끌어 나갔으나, 스톡홀름에서 스웨덴에게 0-3으로 패하였다. 스웨덴을 2-0으로 이기고도, 프랑스는 스웨덴에게 앞서 당한 대패로 인해 본선에 진출하지 못하였다. 불로뉴는 1973년, 1974년 FIFA 월드컵 진출이 좌절되기 전까지 이끌었다. 불로뉴는 프랑스의 UEFA 유로 1972 본선행에도 실패하였다. 부정적인 반응에도 불구하고, 불로뉴는 국가대표팀에서 노장 선수들에게 의지하는 대신, 신인 선수들에게 더 많은 기회를 부여하고 훈련시키는 것으로 프랑스의 축구를 재건하여 긍정적으로 재해석되었다. 불로뉴의 후임은 슈테판 코바치로, 그는 현재까지 처음이자 마지막으로 프랑스 국가대표팀 감독을 맡은 외국인이 되었다. (아리바스는 스페인 출신이나, 프랑스로 귀화했다.) 코바치는 불로뉴의 철학을 자신의 토탈 풋볼 철학에 가미시켰으나, 1974년 FIFA 월드컵과 UEFA 유로 1976 본선행이 좌절되었다. 코바치는 임기 2년만에 경질당했고, 미셸 이달고가 그의 바통을 이어받았다.

## 두 번째 황금기
이달고 임기의 첫 경기는 1976년 3월 27일, 2-2로 비긴 체코슬로바키아와의 경기로, 이 경기의 득점자이 미셸 플라티니와 교체 출전한 디디에 시스, 그리고 막생 보시 등 훗날 국가대표팀에 영광을 안겨준 몇 명의 선수들이 국가대표팀에 모습을 드러냈다. 이달고는 취임 후, 1978년 FIFA 월드컵 본선행의 임무를 부여받았다. 프랑스는 불가리아를 파르크 데 프랭스에서 도미니크 로슈토, 미셸 플라티니, 그리고 크리스티앙 달제르의 득점에 힘입어 3-1로 이기는 것으로 달성하였다. 본선 진출 후, 프랑스는 FIFA 월드컵을 앞두고 빡빡한 일정을 소화하였다. 1977년, 플라티니의 지휘 하에 도미니크 로슈토와 마리위스 트레소르 등의 선수들로 구성된 대표팀은 부에노스아이레스로 이동해 1978년 FIFA 월드컵의 개최국인 아르헨티나와 0-0으로 비겼고, 나흘 후, 마라카낭의 83,535명의 관중 앞에서 브라질과 2-2로 비겼다. 후반전까지 0-2로 끌려가던 프랑스는 시스와 트레소르의 연속골로 동점을 이룩하였는데, 후자의 선수는 85분에 득점을 성공시켰다. 대회 전에 프랑스가 상대한 다른 FIFA 월드컵 진출국으로는 이탈리아가 있었고, 나폴리에서 열린 이 경기에서 플라티니가 프리킥으로 2골을 넣어 2-2로 비겼고, 튀니지에게 2-0 승리를 거두었으며, 브라질과 파르크 데 프랭스에서 재회하였다. 프랑스는 플라티니의 결승골로 브라질을 1-0으로 격퇴하였다. 이 경기에서 43,000명의 관중이 참관하였다. FIFA 월드컵 본선을 앞두고, 프랑스는 10경기 무패행진을 벌였다. 이 무패행진은 이탈리아와의 조별 리그 1차전에서 패하면서 끝났다. 베르나르 라콩브는 경기 1분만에 선제골에 성공하였으나, 플라티니가 마르코 타르델리의 효율적인 마킹 앞에 지워졌다. 이어지는 개최국 아르헨티나와의 2차전에서 프랑스는 플라티니의 득점에도 불구하고 또다시 1-2로 졌다. 조별 리그에서 2연패를 당한 프랑스는 대회에서 탈락하였다. 프랑스는 헝가리와의 조별 리그 최종전에서 3-1로 이기면서 조 꼴지를 면하였다. 팀의 형편 없는 기량은 앙리 미셸과 트레소르, 2명의 선수들을 제외하고 국가대표팀 경기에 20번 이상 출전한 사람이 없는 경험의 부재로부터 야기되었다.
FIFA 월드컵 탈락 직후, 프랑스는 UEFA 유로 1980의 예선전에 참가하였다. 프랑스는 스웨덴, 체코슬로바키아, 그리고 룩셈부르크를 상대하였다. 프랑스는 스웨덴과의 2-2 무승부로 예선전을 시작하였으나, 이 결과는 나중에 뼈져린 실패를 안기는 결정적인 계기가 되었다. 체코슬로바키아와의 브라티슬라바 원정 경기에서, 프랑스는 0-2로 패하였다. 결국, 프랑스는 1점차로 본선 진출에 실패하였다.

### 1982년 FIFA 월드컵
1980년대에 들어 장 티가나가 0-1로 패한 모스크바에서의 소비에트 연방과의 5월 23일자 경기에 데뷔하면서 국가대표팀에 합류하였다. 티가나의 합류로 티가나, 플라티니, 지레스, 그리고 장기니로 구성된 초창기 마방진 (carré magique) 이 형성되었다. 유로 대회 예선 탈락 이후, 플라티니가 프랑스의 새 주장이 되어 1982년 FIFA 월드컵의 예선전을 의욕적으로 시작하였다. 예선전은 키프로스전 7-0 대승으로 시작되었고, 이 경기에서 플라티니와 라콩브가 2골씩 기록하였다. 2주 후, 프랑스는 아일랜드를 상대로 2-0 승리를 기록하였다. 프랑스는 예선 원정 3경기를 패하였는데, 첫 패배는 로테르담에서 네덜란드에게 0-1로 패한 것이고, 두 번째 패배는 브뤼셀에서 벨기에게 0-2로 당한 것이었고, 나머지 한번은 더블린에서 아일랜드에게 2-3으로 당한 것이었다. 프랑스는 홈에서 분위기를 이어 나가 벨기에의 뒤를 이어 2위를 차지해 FIFA 월드컵 본선에 진출하였다.
대회 직전, 프랑스는 원정 경기에서 형편 없는 성적을 냈는데, 마드리드와 하노버에서 스페인과 서독에게 각각 패하였다. 프랑스는 1978년과 대조되게 FIFA 월드컵을 앞두고 친선경기를 홈에서 치렀다. 대회에서, 프랑스는 체코슬로바키아, 잉글랜드, 쿠웨이트와 함께 한조에 편성되었다. 조별 리그 1차전에서 프랑스는 잉글랜드를 상대로 하프타임까지 1-1 균형을 밪추었다. 그러나, 브라이언 롭슨에게 두 번째 실점을 허용하고 폴 매리너에게 쐐기골을 내주어 1-3으로 패하였다. 프랑스는 쿠웨이트와의 2차전에서 보시, 플라티니, 시스가 릴레이 득점포를 터뜨리면서 4-1 승리를 거두었다. 조별 리그 최종전에서, 프랑스는 체코슬로바키아와 1-1로 비겼다. 무승부 덕에 프랑스는 조 2위를 차지하여 오스트리아와 북아일랜드를 상대로한 2차 조별리그에 들어갔다. 예상대로, 프랑스는 마드리드에서 오스트리아를 1-0, 북아일랜드를 4-1 (알랭 지레스와 도미니크 로슈토의 멀티골에 힘입어) 로 꺾고, 준결승전에 진출하였다.
준결승전에서, 프랑스는 앞서 1-4의 패배를 안겼던 서독과 세비야에서 격돌하였다. 이 경기는 훗날 FIFA 월드컵 역사상 최고의 명승부로 손꼽히게 되었다. 많은 득점이 터진 것 외에도, 대게 서독 수문장 하랄트 슈마허가 수비수 파트리크 바티스통을 57분에 선방하기 위해 기절시킨 것으로 회자된다. 파트리크 바티스통은 척추 골절, 치아 손상을 당한채 기절했다. 심각한 중상을 당한 것 외에도, 주심은 페널티킥이나 슈마허에 대한 조치가 취해지지 않아 프랑스 팬들의 분노를 샀다. 경기는 플라티니가 페널티킥을 성공시키고, 피에르 리트바어스키가 서독의 득점을 기록해 정규시간에 1-1로 종료되면서 경기가 연장전으로 이어졌다. 연장전에서, 프랑스는 트레소르의 골과 지레스의 18미터 프리킥으로 연달아 득점을 성공시켜 앞서나갔다. 4분 후, 독일은 연속골로 다시 승부의 균형을 맞추었다. 연장전은 3-3으로 종료되면서 승부차기로 이어졌다. 서독은 호르스트 흐루베슈의 마지막 킥 성공으로 5-4로 이겼다. 시스와 보시가 프랑스의 키커로 나서서 실축하였다. 프랑스는 이어지는 폴란드와의 3위 결정전에서도 플라티니, 로슈토, 지레스, 보시, 그리고 시스가 모두 결장한 가운데 2-3으로 패하였다. 시스는 나중에 교체로 막판에 벤치에서 나왔다.

### UEFA 유로 1984 우승
1984년 2월 29일, 프랑스는 파르크 데 프랭스에서 잉글랜드를 2-0으로 이겼다. 이 경기는 "마방진"의 출현을 알린 경기인데, 플라티니, 지레스, 티가나, 그리고 페르난데스가 나란히 선발로 출격하였다. 이달고는 4-4-2 포메이션의 신봉자였는데, 티가나와 페르난데스에게 수비형 미드필더로 배치해 딥-라잉 플레이메이커 역할을 수행하도록 하였고, 지레스를 측면에 배치시켜 작고 민첩한 신체조건을 최적화시켰고, 유벤투스와 국가대표팀의 거물 선수 플라티니를 주로 도미니크 로슈토, 베르나르 라콩브, 혹은 디디에 시스로 편성된 공격진 뒤에 플레이메이커로 배치해 중원의 4명을 완벽하게 사용하였다.

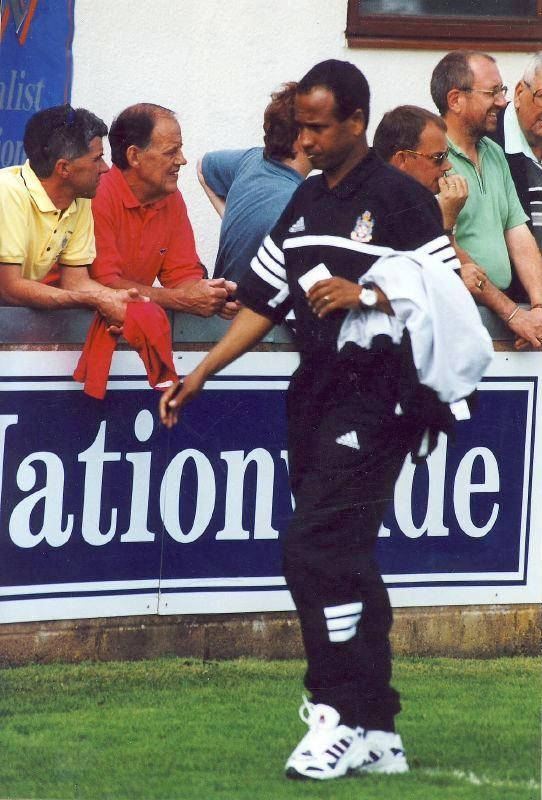
장 티가나는 1988년까지 프랑스 국가대표로 활약한 마방진의 일원이었다.

프랑스는 UEFA 유로 1984의 개최국 자격으로 수 차례의 친선경기를 치러 대회를 준비하였다. 유로 대회를 앞두고서 국가대표팀은 쾨벤하운에서 덴마크에게 1-3으로 패한 것을 제외하고 11번에서 12번의 경기에서 무패행진을 이어나가며 국민들의 기대는 높았다. 프랑스는 UEFA 유로 개막전에서 덴마크에게 플라티니의 골로 1-0 승리를 거두며 앞서 친선전에서 당한 패배를 설욕하였다. 플라티니가 득점하기 직전 공은 쇠렌 부스크 덴마크 수비수의 머리로부터 이어받았다. 이어지는 다음 조별 리그 경기에서, 프랑스는 벨기에를 상대로 5-0 대승을 거두었는데, 플라티니가 해트트릭을 기록하였다. 마방진의 다른 일원들인 지레스와 페르난데스도 득점자 명단에 이름을 올렸다. 조별 리그 최종전에서, 플라티니는 유고슬라비아를 상대로 또다시 해트트릭을 기록해 3-2 승리를 견인하였다. 스타드 벨로드롬에서 열린 준결승전에서, 프랑스는 포르투갈을 상대하였고, 25분에 장-프랑수아 도메르게의 골로 앞서나갔다. 포르투갈은 후이 조르당의 1-1 동점골로 경기를 연장전으로 끌고갔다. 연장전에서, 포르투갈은 98분에 조르당의 추가골로 다시 득점에 성공하였다. 연장전 후반, 115분에 도메르게의 국제 무대 2호골에 힘입어 프랑스는 다시 승부를 원점으로 돌렸다. 4분 후, 미셸 플라티니는 박스로 쇄도한 티가나의 공을 받아 프랑스의 결승골을 득점하였다. 프랑스는 역사상 처음으로 주요 대회 결승전에 진출하였다.
국가대표팀의 홈구장에서 열린 결승전에서, 프랑스는 스페인을 상대하였다. 경기는 후반전 중순까지 무득점의 침묵으로 이어졌는데, 이때 플라티니는 루이스 아르코나다가 스페인 골키퍼가 선방하는 과정에서 실책을 범하는 덕에 프리킥 득점을 성공시켰다. 이봉 르 루가 경고누적으로 퇴장당해 10명으로 남은 경기를 뛴 프랑스는 리드를 지켜내는데 성공하였고, 오히려 브뤼노 베용이 인저리 타임에 추가골을 성공시켰다. 프랑스는 이 경기에서의 2-0 승리로 사상 첫 국제대회 우승을 거두었다. 프랑스는 이후의 1984년 하계 올림픽 축구에서도 금메달을 획득하였고, 이듬해에는 FIFA 컨페더레이션스컵의 전신인 아르테미오 프란키 트로피에서 우루과이를 2-0 (도미니크 로슈토와 조세 투레의 득점에 힘입어)으로 격파하였다. 1년의 기간 내에 프랑스는 4개의 주요 국제대회 트로피 중 3개를 차지하였다. UEFA 유로 1984의 우승 후, 이달고 감독의 국가대표팀과 결별하였고, 앙리 미셸이 사령탑에 올랐다.

### 1986년 FIFA 월드컵
플라티니와 팀원들은 이후 멕시코에서 열린 1986년 FIFA 월드컵 우승에 정조준하였는데, 프랑스는 당시 마권업자들로부터 우승 후보로 분류되었다. 1984년 12월 8일, 서독을 상대로 승리하면서, 프랑스는 세계 축구 엘로 랭킹에서 역사상 처음으로 1위에 올랐다. 서독전 승리 후, 프랑스는 무패 행진 기록을 14경기로 늘렸고, 불가리아와의 FIFA 월드컵 예선전에서 패하기 전까지 기록을 더 경신하였다. 프랑스는 라이프치히에서 동독에게 0-1로 패하였고, 사라예보에서 유고슬라비아와 득점없이 비겼다. 프랑스는 유고슬라비아와의 조 최종전에서 2-0으로 이겨 본선 진출을 확정지었다.
FIFA 월드컵 본선에서 프랑스는 플라티니와 지레스같은 주축 선수들이 부상을 당해, 진통제가 필요한 상황에 직면하면서 전술적 한계에 도달하였다. 프랑스는 소비에트 연방, 헝가리, 그리고 캐나다와 한조가 되었다. 프랑스는 캐나다와의 조별 리그 1차전에서 고전하였으나, 79분에 터진 신예 장피에르 파팽의 결승골로 승리를 챙겼다. 이어지는 2차전에서 소비에트 연방과 1-1로 비기면서 프랑스는 헝가리에게 패하지 않는다는 전제조건으로 다음 라운드에 진출할 수 있게 되었고; 프랑스는 야니크 스토피라와 노련한 장 티가나와 도미니크 로슈토의 연속골에 힘입어 3-0으로 승리하였다. 토너먼트전에서 프랑스는 전 대회 우승팀인 이탈리아를 멕시코 시에서 상대하였다. 프랑스는 플라티니의 결정적인 선제골에 힘입어 2-0 승리를 거두었다. 스토피라는 이 경기에서 2번의 골을 도운 로슈토의 패스를 받아 추가골을 성공시켰다. 다음 라운드에서 "유럽의 브라질"이라는 찬사를 받은 프랑스는 브라질을 상대하였다. 17분, 카레카에게 실점하면서 브라질에게 리드를 내주었다. 이후 플라티니가 40분에 동점골을 터뜨리면서 승부의 균형을 맞추었다. 이후, 양팀이 수 차례 골찬스를 얻고도 추가 득점이 발생하지 않으면서 경기는 승부차기로 이어졌다. 승부차기에서, 브라질의 첫 키커인 소크라치스가 실축하였다. 이후 프랑스는 스토피라, 마뉘엘 아모로스, 그리고 베용이 키커로 나서 3번의 연달아 성공시켰다. 브랑쿠가 브라질의 키커로 나서 성공한 후, 31번째 생일을 자축하는 플라티니가 키커로 나섰으나, 크로스바를 강타하였다. 브라질의 다음 키커 줄리우 세자르가 실축하였다. 루이스 페르난데스는 프랑스의 마지막 키커로 나서 성공시켜 프랑스를 FIFA 월드컵 2대회 연속 준결승전에 올려놓았다.
과달라하라의 에스타디오 할리스코에서 열린 준결승전에서, 프랑스는 도미니크 로슈토를 브라질전에서 부상으로 잃은 채 4년 전에 같은 라운드에서 패배를 안겨주었던 서독을 상대하게 되었다. 프랑스는 안드레아스 브레메와 루디 푈러에게 연속으로 실점해 서독에게 0-2로 패하였다. 스토피라, 베용, 플라티니, 그리고 지레스로 이루어진 공격진은 무용지물이었고, 후자의 선수는 교체로 나갔다. 프랑스는 벨기에와의 3위 결정전에서 4-2로 승리하였다. 3위 결정전은 막생 보시, 파트리크 바티스통, 그리고 베르나르 장기니의 마지막 국제 경기이기도 했다. 도미니크 로슈토와 알랭 지레스도 FIFA 월드컵 이후 은퇴를 선언하였다. 1987년 4월 29일, 아이슬란드와의 UEFA 유로 1988 예선 최종전에서 2-0으로 승리하였으나 본선 진출에 실패하였고, 같은 경기에서 플라티니가 마지막 국가대표 경기를 치렀다. 아이슬란드전 몇주 후, 플라티니는 클럽과 국가대표팀에서 모두 은퇴할 것임을 선언하였다.

## 전환기
1988년 6월 11일, 프랑스 축구 협회는 페르낭-사스트르 국립 기술 센터 (Centre Technique National Fernand-Sastre) 혹은 클레르퐁텐 국립 기술 단지의 개장을 발표하였다. 단지의 주 목적은 국내 신인 선수의 발굴 및 성인 국가대표팀의 주요 경기 직전의 활동이었다. 단지 건설에 Fr104M이 투자되었고, 프랑수아 미테랑 당시 프랑스의 대통령도 개장식에 참석했다.
클레르퐁텐의 개장 5달 후, 키프로스 원정 1990년 FIFA 월드컵 예선 경기에서 1-1 무승부를 계기로 앙리 미셸 감독이 경질당했다. 미셸 감독의 경질의 여파로 영향력 있는 클로드 베즈 보르도 회장이 그의 전담 부서로 신설된 프랑스 국가대표팀 관리자로 임명되었다. 베즈는 플라티니의 열광적인 신봉자로, 전 국가대표의 도움을 원하였고, 1988년 11월 1일에 그를 대표팀 감독으로 앉혔다. 취임 후, 플라티니 감독은 1990년 FIFA 월드컵 본선행의 임무를 떠맡게 된것은 물론, 에리크 캉토나, 로랑 블랑, 그리고 디디에 데샹을 마뉘엘 아모로스, 조엘 바츠, 그리고 장 티가나와 조율하는 업무까지 맡게 되었다. 플라티니는 임기 첫 경기인 유고슬라비아전에서 2-3으로 패하였다. 프랑스는 경기 15분 전까지 2-1로 앞섰으나, 유고슬라비아에게 76분과 82분에 연달아 골을 허용하였다. 프랑스는 다음 예선 경기에서 스코틀랜드에게 졌고, 이어지는 유고슬라비아와의 경기에서 득점 없이 비겼다. 4경기 동안, 프랑스는 2점의 승점을 얻는데 그쳤고, 그에 따라 1990년 FIFA 월드컵 본선행이 좌절되었다.

### UEFA 유로 1992

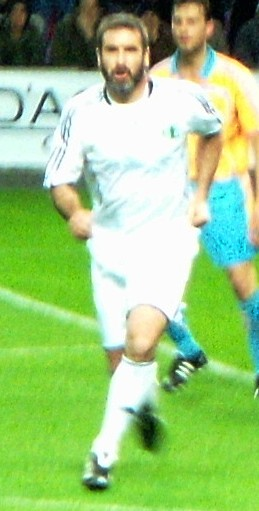
에리크 캉토나는 1988년과 1995년 사이 활동했던 주요 국가대표 선수들 중 한명이었다.

프랑스는 UEFA 유로 1992 예선 1조에서 캉토나와 장피에르 파팽이 총 20골 중 12골을 합작하는 맹활약을 펼쳐 8전 전승을 기록하였다. 프랑스는 예선 조에서 스페인을 원정 나가 꺾고, 체코슬로바키아도 제압하였다. 예선전을 완벽하게 소화한 것 외에도, 국가대표팀은 약 3년간 19경기 연속 무패행진을 벌여왔다. 무패행진은 1989년 4월 29일, 0-0으로 시작하였고, 1992년 2월 19일, 런던에서 잉글랜드에게 0-2로 지기 전까지 지속되었다. 플라티니는 감독으로써의 공로로 월드 사커에 의해 올해의 감독으로 선정되었고, 프랑스를 대회 우승 후보 반열에 올렸다. 프랑스의 조별 리그 상대는 스웨덴, 잉글랜드, 덴마크였다. 국가대표팀은 스웨덴 (1-1) 과 잉글랜드 (0-0)를 상대로 2경기를 모두 비긴 후, 나중에 우승을 차지한 덴마크에게 패하였다. 그로 인해, 프랑스는 대회에서 탈락하였다. 대회 1주 후, 플라티니는 국가대표팀 지휘봉을 내려놓았고, 이 자리는 자신의 수석 코치였던 제라르 울리에가 차지하였다.

### 1994년 FIFA 월드컵 예선전
울리에는 1992년 8월 26일, 감독직에 올라 파리에서 브라질과의 중요한 친선전에서 0-2로 패하는 것으로 시작하였다. 그다음 달, 프랑스는 1994년 FIFA 월드컵 예선전을 불가리아에게 0-2로 지는 것으로 시작하였다. 이후 프랑스는 예선전 7경기 연속 무패를 기록하였고, 이 과정에서 스웨덴, 핀란드, 그리고 오스트리아를 제압하였고, 캉토나, 파팽, 그리고 블랑이 팀을 이끌었다. 이스라엘전 승리로 자력 진출을 확정 지을 있는 프랑스는 본선행 목전에 두었다. 프랑스는 막판 2경기에서 최하위 이스라엘과 조내 유일한 대항마인 불가리아와의 일전을 남겨두고 있었다. 프랑스는 홈 관중들 앞에서 이스라엘을 상대하였는데, 2-1로 앞서다가 막판에 2골을 실점해 2-3의 충격패를 당하였고, 특히 결승골은 종료 1분을 앞두고 기록되었다.
이스라엘전 패배와 불가리아의 오스트리아전 4-1 승리가 겹치면서, 프랑스는 무승부만으로도 FIFA 월드컵 본선에 진출할 수 있었다. 불가리아는 파르크 데 프랭스에서 승리해야 하는 절체절명의 상황에 처해 있었다. 예상대로 경기는 시작부터 팽팽했고, 다수의 팬들과 언론들은 승리가 목표가 아니라 지지 않는 것을 목표로 경기하고 있다는 혹평을 들었다. 에리크 캉토나가 파팽과 데샹으로부터 도움을 받아 31분에 선제골을 득점하였다. 몇분 후, 캉토나가 가져간 프랑스의 선제골을 에밀 코스타디노프의 동점골로 무효화시켰다. 하프타임 후, 울리에의 팀은 모두를 수비 태세로 내렸다. 경기 막판, 프랑스 올해의 선수인 다비드 지놀라 (69분에 파팽과 교체되어 출전) 가 코너플래그 긑처에서 간접 프리킥을 얻어내었다. 몇초 후, 미드필더 뱅상 게랭이 지놀라에게 짧은 패스를 공을 가지고 시간을 끌려 하는 지놀라에게 건냈고, 불가리아 문전으로 캉토나를 향해 깊게 크로스를 날렸다. 공이 빗나가면서 불가리아가 잡아 역습을 나갔다. 많은 프랑스 선수들이 지놀라가 시간을 끌기 바랬으므로, 무방비 상태였다. 역습은 코스타디노프의 2번째 골로 이어졌고, 프랑스는 1994년 FIFA 월드컵 본선행을 놓쳤다. 울리에는 "여정이 너무 일찍 끝나버렸다. 30초가 남은 상황에서 우리는 코너플래그 근처까지 갔으나, 우리는 최악의 순간에 등을 찔렸다. 주심은 지놀라가 코너플래그 근처에서 프리킥을 획득한 상황에 호루라기를 입에 물고 있었으나, 공을 지키기보다 60미터의 긴 크로스를 날렸다. 그로 인해 불가리아가 역습으로 우리의 허를 찔렀다." 라고 지놀라를 비난하였다. 데샹은 나중에 "우리는 스스로 엄청난 바보짓을 했다."라고 말하였다. 계속되는 조롱과 수치심 끝에 지놀라는 잉글랜드로 출국하였다. 1994 월드컵 진출 실패 이후 프랭크 수제, 파팽, 로랑 블랑은 대표팀 은퇴를 선언하였다. 패배 이후의 비난 여론은 울리에의 사퇴로 이어졌으며, 그의 수석 코치였던 에메 자케가 후임이 되었다.

## 세 번째 황금기
UEFA 유로 1996의 예선전을 기점으로 에메 자케가 감독이 되었다. 1994년 8월 17일, 자케 감독은 국가대표팀 네 번째 경기에서 당시 보르도 선수였던 지네딘 지단을 국가대표팀 선수로 데뷔시켰다. 이 경기에서 처음으로 출전한 선수로는 릴리앙 튀랑과 브뤼노 은고티가 있었다. 지단은 체코에게 0-2로 끌려가는 상황에 63분 교체 투입되었다. 출전 20분경인 85분, 지단이 득점을 기록하였고, 2분 후에 추가골도 넣어 경기를 2-2 무승부로 종료시켰다. UEFA 유로 1996 본선행을 앞두고, 자케는 FIFA 월드컵 진출 실패의 좌절을 맛본 베테랑들인 에리크 캉토나 주장, 디디에 데샹, 로랑 블랑, 에마뉘엘 프티, 마르셀 드사이, 그리고 빅상트 리자라쥐와 젊고 영향력 있는 지단, 튀랑, 크리스토프 뒤가리를 성공적으로 조합하였다. 1995년 1월, UEFA 유로 1996의 예선전에서 선전하는 가운데, 자케는 셀허스트 파크 사건으로 캉토나를 더 이상 국가대표팀에 출전시키지 못하게 되었다. 그 이후로, 데샹이 국가대표팀 주장이 되었다.

### UEFA 유로 1996
UEFA 유로 1996 예선에서 프랑스는 루마니아, 슬로바키아, 폴란드, 아제르바이잔, 그리고 이스라엘과 함께 1조에 편성되었다. 프랑스는 초반에 슬로바키아, 루마니아, 폴란드에게 차례로 0-0으로 비기면서 고전하였다. 1994년 12월 13일, 프랑스는 아제르바이잔에게 2-0 승리를 거두었다. 다음 경기에서, 프랑스는 이스라엘과 비겼으나, 슬로바키아와의 리턴매치에서 4-0 승리를 기록하였다. 1995년 9월 6일, 프랑스는 아제르바이잔에게 10-0 낙승을 거두었고, 이는 국가대표팀 역사상 최다 점수차 승리 기록이다. 예선전을 5승 5무의 무패로 마감하였으나, 프랑스는 1점차로 루마니아에게 조 1위를 내주었다. 조 2위는 UEFA 유로 1996 본선행에 지장이 없었다. 프랑스는 조 2위들간의 상대 비교를 통해 턱걸이로 UEFA 유로 1996 본선에 직행하였다.
대회 전, 자케는 독일, 포르투갈, 그리고 그리스와 평가전을 벌였다. 프랑스는 3경기에서 모두 긍정적인 결과를 얻었는데, 슈투트가르트의 고틀리브-다임러-슈타디온에서 독일을 1-0으로 이겼다. 프랑스는 본선 직전까지 22경기 무패행진을 이어나갔고, 그 결과 프랑스는 "유럽에서 가장 컨디션이 좋은 팀"으로 분류되었다. 본선에서, 프랑스는 예선전에서 같은 조에 편성되었던 루마니아와 재회하였고, 스페인과 불가리아와 함께 한조에 편성되었다. 뉴캐슬의 세인트 제임스 파크에서 열린 루마니아와의 1차전에서, 프랑스는 뒤가리의 결승골로 1-0 승리를 거두었다. 리즈에서 열린 스페인과의 2차전에서 프랑스는 유리 조르카에프의 선제골로 후반전 대부분 기간동안 1-0으로 앞서나갔으나, 1-1로 비겼다. 스페인은 86분에 터진 호세 루이스 카미네로의 동점골로 승점 1점을 가져갔다. 불가리아와의 조별 리그 최종전에서, 프랑스는 8강에 진출하기 위해 비기기만 해도 되었다. 로랑 블랑은 초반에 일찍이 조르카예프의 코너킥을 골로 연결하였다. 불가리아의 공격을 봉쇄한 후, 프랑스는 류보슬라프 페네프의 자책골로 사실상 경기를 끝냈다. 불가리아는 6분 후, 만회골을 기록하였으나, 인저리 타임에 파트리스 로코의 쐐기골이 나오면서 프랑스가 3-1로 이겼다.
프랑스는 리버풀의 안필드에서 열린 8강전에서 네덜란드를 상대하였다. 경기는 연장전까지 0-0으로 승부가 나지 않았다. 승부차기에서, 네덜란드 신예 클라렌서 세이도르프를 제외한 모든 키커가 성공하였고, 그에 따라 프랑스가 체코를 상대로 준결승전을 벌이게 되었다. 이 경기도 득점 없는 무승부가 되었고, 또다시 승부차기로 승자가 결정되었다. 자케는 네덜란드전과 동일한 순서로 키커를 보냈다. 프랑스는 5명의 키커 (지단, 조르카에프, 리자라쥐, 게랭, 그리고 블랑) 가 모두 성공시켰고, 체코 또한 5명의 키커가 모두 성공하였다. 프랑스의 6번째 키커는 레이날 페드로였다. 페드로는 낭트에서의 인상적인 활약으로 프랑스 언론의 찬사를 받았으나, 느린 슛은 체코 수문장 페트르 코우바가 쉽게 막아냈다. 다음 키커로 나선 체코의 미로슬라프 카들레츠는 프랑스를 대회에서 탈락시켰다. 페드로는 프랑스 언론의 비난 대상이 되지 않았으나, 프랑스 언론은 탈락이 캉토나의 징계로 인한 득점 능력의 부재로부터 야기되었다고 비난하였다. 비록 캉토나는 1995년 11월부터 징계에서 풀려났으나, 자케는 대회 본선에 진출시킨 팀을 믿고 나갔다. 국가대표팀의 득점 능력 부재는 결국 자케 감독에 새로운 공격수나 윙어를 합류시키는 제안이 주어지기도 했다.

### 1998년 FIFA 월드컵 우승
1992년 7월 1일, FIFA는 프랑스를 1998년 FIFA 월드컵의 개최국으로 선정되었음을 발표하였다. 이 발표를 계기로, 국립 경기장인 스타드 드 프랑스가 건설되었다. 프랑스는 예선을 면제받았고, 월간 친선전을 개최하였으며, 1996년 8월 31일에는 멕시코를 상대로 2-0으로 승리하면서 대회 준비에 박차를 가하였다. 자케는 친선 기간동안 다수의 선수에게 첫 출전 기회를 부여하였다. 메스의 윙어 로베르 피레스는 멕시코전에서의 데뷔로 명성을 얻었다. 아스널의 미드필더 파트리크 비에이라는 1997년 2월 26일, 자신의 첫 국가대표 경기에서 네덜란드전 2-1 승리에 공헌하였으며, 이어지는 스웨덴과의 경기에서 앞서 1995년에 처음 출전한 클로드 마켈렐레가 국가대표팀에서 기회를 얻었다. 11월 10일, 남아프리카 공화국과의 경기에서, 티에리 앙리와 스테판 기바르쉬가 국가대표팀 데뷔전을 치렀으며, 스페인과의 1998년 1월 28일, 스타드 드 프랑스 개장기념 경기에서는 다비드 트레제게가 처음으로 국가대표팀 경기에 출전하였다. 도합하여, 프랑스는 FIFA 월드컵 이전까지 18번의 친선경기를 치러 10승 5무 3패를 기록하였다. 프랑스는 포르투갈, 네덜란드, 스웨덴, 그리고 스페인을 꺾었으며, 브라질과의 1997년 스타드 드 젤랑에서의 일전에서 1-1로 비기기도 했다. 자케의 FIFA 월드컵 최종 엔트리는 UEFA 유로 1996의 엔트리와 큰 차이가 있었는데, 베르나르 라마, 블랑, 지단, 데샹, 프티, 드사이, 조르카에프, 리자라쥐, 프랑크 르뵈프, 크리스티앙 카랑뵈, 그리고 후보 수문장인 파비앵 바르테즈만 두 번의 엔트리에 모두 포함되었다. 나머지 빈자리는 친선 경기에서 첫 선을 보인 신예 선수들인 비에이라, 앙리, 피레스, 뱅상 캉델라, 알랭 보고시앙, 그리고 트레제게가 가져갔다. 자케는 앙리와 조르카에프를 측면에 배치하고, 지단을 전방 중원의 플레이메이커 자리에 위치시킨 4-3-3 포메이션을 사용하였다. 데샹과 프티는 수비진을 엄호하고 공을 배급하는 역할을 맡았고, 양쪽 풀백인 튀랑과 리자라쥐는 잦은 오버래핑을 통해 공격을 지원할 수 있도록 했다.
1998년 FIFA 월드컵의 대회 형식은 참가 팀수가 24팀에서 32팀으로 증가하면서 1994년 대회와 차이가 있었다. 골든골 제도가 토너먼트전에 도입되어, 연장전에서 득점 순간에 즉시 승부가 갈리도록 했다. 또다른 제도가 FIFA 월드컵에 도입되었는데, 정규 시간이 임박한 시점에 대기심은 휴대용 전광판으로 인저리 타임이 몇분간 진행될 것인지를 보이도록 하였다. 프랑스는 남아프리카 공화국, 덴마크, 그리고 사우디아라비아와 함께 C조에 편성되었다.
프랑스는 마르세유의 스타드 벨로드롬에서 열린 남아프리카 공화국과의 1차전에서 92분에 터진 앙리의 첫 국가대표팀 득점으로 3-0 승리를 쟁취하였다. 이어지는 사우디아라비아와의 2차전 경기에서는 앙리의 2골에 힘입어 4-0 대승을 거두었다. 이 경기의 승리로 프랑스는 토너먼트전 진출을 확정지었다. 덴마크와의 조별 리그 최종전에서, 프랑스는 조르카에프의 페널티골과 프티의 결승골에 힘입어 2-1로 이겼다. 프랑스는 16강 상대로 파라과이를 상대하였다. 이 경기를 앞두고 지단이 사우디아라비아전 퇴장으로 인한 징계가 내려진 상태로, 뒤가리의 부상도 겹쳤다. 경기는 90분간 양팀이 한골도 기록하지 못하였다. 연장전에서, 로랑 블랑은 114분에 FIFA 월드컵 역사상 최초의 골든골을 기록하였다. 이 골든골에 힘입어 프랑스는 8강에 진출하여 77,000명의 스타드 드 프랑스 관중 앞에서 숙적 이탈리아를 상대하게 되었다. 지단의 복귀에도 불구하고, 프랑스는 파올로 말디니, 알레산드로 코스타쿠르타, 파비오 칸나바로, 주세페 베르고미, 그리고 로베르토 바조로 편성된 이탈리아를 상대로 대등한 경기를 펼쳤다. 120분간의 혈전은 무득점으로 끝났고, 승부차기를 통해 승자가 갈리게 되었는데, 리자라쥐의 실축에도 불구하고, 이탈리아가 데메트리오 알베르티니와 루이지 디 비아조가 킥을 날려먹으면서 프랑스가 이탈리아를 4-3으로 따돌릴 수 있게 되었고, 통산 4번째 FIFA 월드컵 준결승행을 확정지었다.

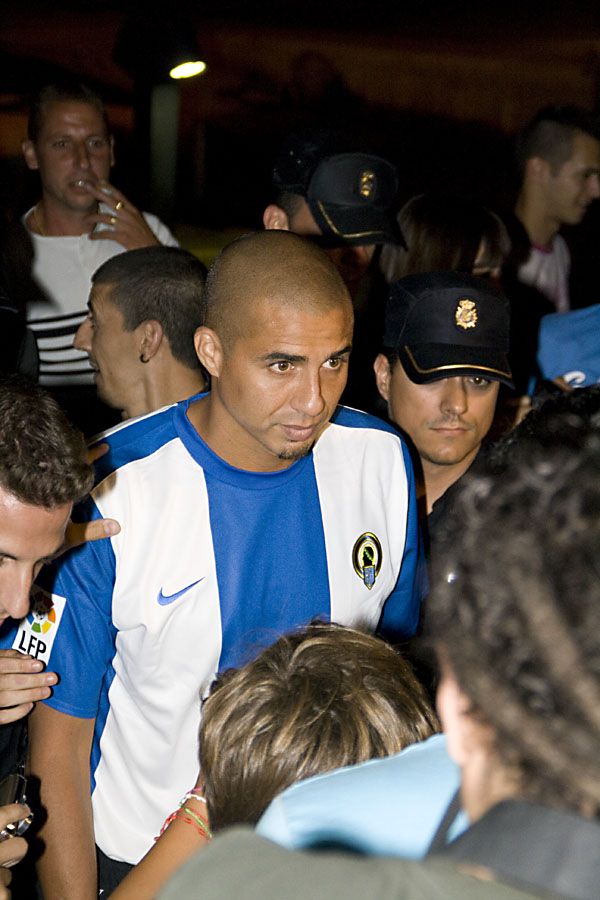
다비드 트레제게는 UEFA 유로 2000 결승전에서 골든골을 기록하였다.

프랑스는 준결승전에서 크로아티아와 경합하였고, 승리할 시 브라질과 결승전을 벌이게 되었다. 크로아티아는 후반전이 시작한지 얼마 되지 않아 다보르 슈케르의 선제골로 앞서나갔다. 몇분 후, 프랑스는 조르카에프가 오른쪽에서 쇄도해 릴리앙 튀랑이 받아 드라젠 라디치를 너머 11미터 슛으로 동점골을 넣었다. 69분이 되어서 튀랑은 추가골마저 뽑아내면서 프랑스에 2-1 리드를 가져다 주었다. 앙리의 릴레이 패스를 받은 후, 튀랑은 오른쪽 18미터 지점에서 슛을 날려 프랑스의 역전골을 기록하였다. 튀랑이 이 경기에서 기록한 두골은 그가 국가대표팀에서 활약하며 성공시킨 유이한 골들이었다. 2-1 승리로 프랑스는 결승전에 진출하였다. 크로아티아와의 경기 도중, 로랑 블랑은 크로아티아의 슬라벤 빌리치와의 신경전 후 퇴장당해 논란의 대상이 되었다. 빌리치는 무릎 앞으로 굴러 고통스러운 척 연기하였다. 리플레이 비디오에서 두 선수간의 접촉은 미미한 것으로 보였다. 블랑은 퇴장으로 결승전에 결장하게 되었다.
결승전에서, 자케는 중원에 4명을 배치하였다. 그는 카랑뵈를 배치해 프티와 데샹의 공 배급을 보조하고 레오나르두와 히바우두를 대인 마크하는데 도움을 주었다. 자케는 지단을 왼쪽으로 대폭 이동시켰다. 조르카에프는 딥 라잉 플레잉메이커이자 브라질의 주장인 둥가의 기술적인 능력을 차단하기 위한 목적 하나만으로 최전방 스트라이커 기바르쉬 바로 뒤쪽에 배치되었다. 지단은 경기 시작 30분도 채 안되어 프티가 찬 코너킥을 헤딩 선제골로 이어갔다. 1골차로 브라질을 앞선 프랑스는 몇분 후, 화려한 전적을 지닌 브라질의 스트라이커 호나우두가 둥가의 롱볼을 보고 쇄도하였으나, 바르테즈를 넘어가지 못하였고, 둘 간 충돌하였다. 두 선수 모두 의료진의 도움을 받았으나 빠르게 회복하였다. 전반전 인저리 타임에 들어, 지단은 비슷한 패턴으로 추가골을 삽입하여 프랑스는 브라질에 2-0의 스코어로 앞섰는데, 이번에는 조르카에프가 코너킥을 배급하였다. 후반전으로 넘어가서 호나우두가 만회골 기회를 잡았다. 공이 페널티 박스 안에 위치한 그의 앞으로 떨어졌는데, 슛이 바르테즈의 팔 사이에 끼었다. 68분, 프랑스는 드사이가 경고 누적으로 퇴장 당하면서 필드 위의 선수가 10명으로 줄었으나, 브라질의 공격을 충분히 막아내었다. 프티는 90분을 넘은 시간대에 쐐기골을 넣으면서 스코어는 3-0이 되면서 모든 의혹을 떨칠 승리를 장식하였다. 이 경기의 승리로 프랑스 전국이 환희의 도가니에 빠졌다. 지단은 대회 6개월 후 FIFA 올해의 선수로 선정되었다. 자케는 언론과 전 감독들, 그리고 선수들로부터 열정, 겸손함, 영감, 그리고 국가대표팀이 정상에 오르도록 도운 것에 대해 찬사를 받았다. 국가대표팀에 첫 국제 대회 우승을 선사했던 미셸 이달고 감독은 "이 순간은 에메 자케의 영광적인 순간으로, 풍랑을 이겨내고 이룩한 것이다. 6000만명의 프랑스 국민들을 행복하게 하였다. 그들이 해낸 업적은 비범함 그 자체였다." 정상에 오른날 밤, 자케가 국가대표팀과 결별하였다. 후임은 자케의 수석 코치인 로제 르메르가 되었다.

### UEFA 유로 2000 우승
대회 후, 프랑스는 UEFA 유로 2000 예선전 통과로 목표를 변경하였다. 아이슬란드전 1-1 무승부, 프랑크 르뵈프의 뒤늦은 페널티킥에 힘입어 거둔 안도라전 1-0 신승, 러시아와의 홈경기 2-3 패배 등의 부진한 모습을 보임에도 불구하고, 프랑스는 다비드 트레제게가 아이슬란드와의 홈 최종전에서 결승골을 터뜨려 3-2로 이기면서 서로 1-1로 비긴 우크라이나와 러시아를 따돌리고 본선행에 성공하였다.
UEFA 유로 2000을 앞두고 펼친 친선경기에서, 프랑스는 2월 23일 폴란드와의 생드니 홈경기에서 지단의 88분 결승골에 힘입어 1-0 승리를 거두었고, 5월 29일에는 스코틀랜드를 2-0으로 잡았다. 2000년 4월 26일, 프랑스는 슬로베니아와의 홈경기에서 9분만에 0-2로 끌려가기도 했으나, 트레제게의 골로 3-2로 뒤집었다. 5월 28일, 프랑스는 크로아티아를 2-0으로 꺾었다. 6월 초, 본 대회를 앞두고 프랑스는 투르누아 하산 II 드 푸트볼에 참가하여 일본과 2-2로 비긴 후 승부차기에서 이겼고, 모로코를 5-1로 꺾었다.
프랑스는 UEFA 유로 2000에서도 우승을 거두며 세계의 정상급 팀임을 증명하였다. 대회 내내 강인한 수비를 과시한 프랑스는 1998년 우승할 당시처럼 티에리 앙리, 다비드 트레제게, 로베르 피레스, 니콜라 아넬카, 실뱅 윌토르 등의 막강한 공격진을 구축하였다.

### 2006년까지

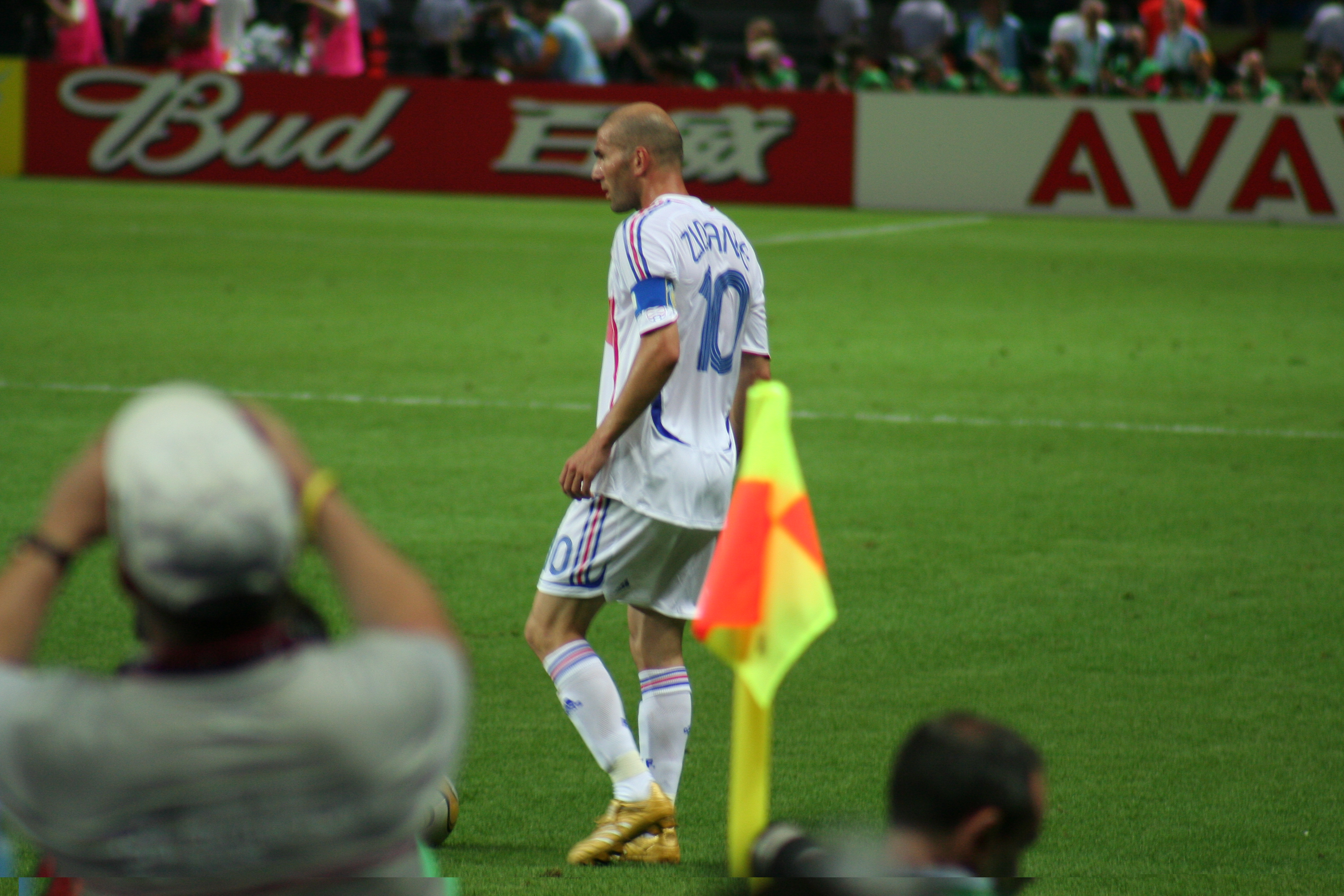
2006년 FIFA 월드컵의 지네딘 지단.

프랑스는 2001년 FIFA 컨페더레이션스컵 우승을 거둔 후 2002년 FIFA 월드컵의 조별 리그에서 조기에 탈락하였다. FIFA 월드컵 역사상 최대의 이변이 일어났는데, 프랑스는 처녀 출전국인 세네갈과의 대회 개막전에서 0-1로 무릎을 꿇었다. 그 후로 우루과이와는 0-0 무승부, 마지막 경기인 덴마크에게는 0-2로 패해 한국에서의 경기에서 1무 2패의 초라한 성적으로 귀국길에 오른다. 프랑스가 무득점 조 최하위로 탈락하자, 르메르의 후임 감독으로 자크 상티니가 들어왔다. 프랑스는 1950년 이탈리아와 1966년 브라질에 이어 1라운드에서 탈락한 세 번째 FIFA 월드컵 우승팀이 되었다. 이후에도, 2010년에 이탈리아 한번 더, 2014년에는 스페인이 이 불명예스러운 목록에 올랐다. 2003년 FIFA 컨페더레이션스컵 우승으로 건제함을 과시한 프랑스는 UEFA 유로 2004를 인상적으로 시작하였으나, 8강전에서 나중에 우승을 차지하게 되는 그리스에게 패해 탈락하였다. 상티니가 감독직을 그만두면서 레이몽 도메네크가 국가대표팀 감독이 되었다.
프랑스는 2006년 FIFA 월드컵 예선 초반에 고전을 면치 못하였다. 결국 도메네크는 전 국가대표 선수들이 국제 무대 은퇴를 번복하고 본선행을 돕도록 설득하는데 이르렀고, 키프로스와의 최종전 4-0 승리로 목표를 달성하였다. 2006년 FIFA 월드컵에서, 프랑스는 무패로 조별 리그를 통과하여 스페인, 브라질, 포르투갈을 넘어 결승전까지 올라갔다. 프랑스는 이탈리아와 결승전에서 맞붙었다. 지단이 빠른 시간 내에 페널티킥으로 득점하였으나, 마르코 마테라치가 그로부터 12분만에 승부의 균형을 맞추었다. 지단은 자신의 은퇴경기에서 마테라치를 박치기 한 것으로 퇴장당하였다. 프랑스는 이탈리아와의 승부차기에서 3-5로 패하면서 2006년 FIFA 월드컵 우승 타이틀을 내주게 되었다.

## 다시 찾아온 쇠락기

### UEFA 유로 2008

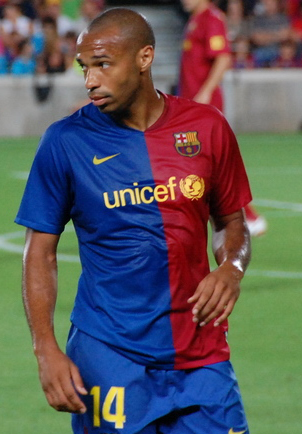
티에리 앙리는 이 시기 국가대표팀의 주축 선수였다.

2006년 9월 2일, 프랑스는 트빌리시에서 조지아를 말루다, 루이 사아, 그리고 말카즈 아사티아니의 자책골로 3-0 승리를 거두면서 UEFA 유로 2008 예선전을 시작하였다. 이후 프랑스는 2006년 9월 6일, 생드니에서 시드네 고부의 멀티골과 앙리의 추가골에 힘입어 FIFA 월드컵 우승팀 이탈리아를 3-1로 침몰시켰으나, 2006년 10월 7일에 스코틀랜드에게 0-1 일격을 당하였는데, 이는 1999년 6월 5일에 러시아에게 2-3으로 패한 후 처음으로 당한 예선 패배이다. 2006년 10월 11일, 프랑스는 페로 제도를 5-0으로 꺾었다. 이 경기에 출전한 모든 프랑스의 스트라이커들이 득점자 명단에 이름을 올렸다: 루이 사아, 티에리 앙리, 니콜라 아넬카, 그리고 유벤투스의 다비드 트레제게가 골을 기록하였고, 후자의 선수는 2번 골을 넣었다. 2007년 3월 24일, 프랑스는 첼시 스트라이커 니콜라 아넬카의 장거리골에 힘입어 부상 병동이 된 프랑스를 1-0 승리로 견인하였다. 루이 사아, 티에리 앙리, 프랑크 리베리, 파트리크 비에이라, 그리고 다비드 트레제게가 당시 부상을 당해 있었다. 2007년 6월 2일, 프랑스는 생드니에서 우크라이나를 상대하였다. 양팀 모두 부상으로 결장한 선수들이 있었는데, 프랑스는 파트리크 비에이라와 티에리 앙리가, 우크라이나는 안드리 셰우첸코가 빠진 상태였다. 경기는 후반전에 터진 프랑크 리베리와 3경기에서 3골을 넣은 니콜라 아넬카의 골로 프랑스의 2-0 승리로 종결되었다. 이후, 2007년 6월 6일, 프랑스는 오세르에서 사미르 나스리의 성인 국가대표팀 1호골에 힘입어 조지아를 1-0으로 격침하였다. 2007년 9월 8일, 프랑스는 이탈리아와 산 시로에서 득점 없이 비겼다. 2007년 9월 12일, 프랑스는 스코틀랜드에게 또다시 발목이 잡혔는데, 미카엘 랑드로가 파르크 데 프랭스에서 열린 이 경기에서 제임스 맥패든의 슛에 무기력하게 골을 헌납해 0-1로 패하게 되었다. 2007년 10월 12일, 페로 제도 원정 경기는 악천후로 페로 제도행 항공편이 결항되어 연기되었다; 따라서 프랑스 국가대표팀 선수들은 노르웨이에 하루 머물렀다. 그 다음날 경기가 본래 계획보다 30분 후에 시작되었고, 8분만에 프랑스가 2-0으로 앞서나갔다. 경기는 전반전에 니콜라 아넬카, 티에리 앙리가 한골씩 득점하고, 2골을 넣은 카림 벤제마의 활약에 힘입어 6-0 승리로 경기를 끝냈다. 후반전에 제롬 로탕과 아템 벤 아르파가 골을 추가하였다. 2007년 11월 17일, 이탈리아가 스코틀랜드를 꺾으면서, 프랑스는 스코틀랜드를 2점차로 따돌리고 UEFA 유로 2008 본선에 진출하였다.
선수단은 취리히에서 열린 루마니아와의 UEFA 유로 2008 1차전에서 득점 없이 비기며 부진하게 시작하였고, 베른에서 열린 2차전에서는 네덜란드에게 1-4로 대패하였다. 이탈리아와의 조별 리그 최종전에서, 레이몽 도메네크는 릴리앙 튀랑을 빼고 에리크 아비달을 투입하였다. 아비달은 중앙 수비의 주축을 맡았으나, 루카 토니에 대한 거친 태클로 퇴장당하였다. 프랑스의 부진은 계속되었고, 결국 이탈리아에게 0-2로 패해 조 최하위로 탈락하였다.
1998년부터 2000년 사이의 황금기에 활동하던 선수들 중 3명의 선수만이 레이몽 도메네크의 UEFA 유로 2008 엔트리에 들었고, 티에리 앙리와 릴리앙 튀랑만이 이들 중에 출전 기회를 잡았고, 이들의 성과와 효율성에 대해 프랑스 축구 언론들의 질타를 받았다. 나머지 한명의 선수인 파트리크 비에이라는 본래 국가대표팀 주장이었으나, 사타구니 부상을 당해 프랑스의 UEFA 유로 2008 경기에 한번도 출전하지 못하였다. 국가대표팀 조기 탈락의 여파로 릴리앙 튀랑, 클로드 마켈렐레, 그리고 윌리 사뇰이 연달아 국제 무대 은퇴를 선언하였고, 후자의 선수는 클럽 무대에서도 은퇴하였다. 대회 후, 레이몽 도메네크의 경질 및 1998년 FIFA 월드컵과 UEFA 유로 2000 우승의 주역이었던 디디에 데샹의 국가대표팀 감독 선임 여론이 있었으나, 프랑스 축구 협회는 7월 3일 파리 고위 회의에서 도메네크의 연임을 발표하였다.

### 2010년 FIFA 월드컵 예선전
프랑스는 오스트리아에게 2008년 9월 6일 빈에서 열린 경기에 1-3으로 패하는 것을 시작으로 2010년 FIFA 월드컵 예선전 시작부터 삐끗거렸다. 세르비아와의 4일 후 경기를 앞두고 레이몽 도메네크 감독의 미래에 대한 추측이 따랐다. 이 경기에서 티에리 앙리와 니콜라 아넬카의 골에 힘입어 프랑스가 홈에서 2-1 승리를 거두었다. 10월 11일, 프랑스는 루마니아에게 0-2로 끌려다니다 2-2로 비겼다. 2009년, 프랑스는 리투아니아전에서 프랑크 리베리의 골로 1-0 승리를 거두면서 연승을 선사하였는데, 그는 3월 28일과 4월 1일에 열린 두 경기에서 프랑스가 기록한 단 한골을 득점하였다.
2009년 8월 12일, 토르스하운에서 앙드레피에르 지냐크의 전반전 결승골에 힘입어 페로 제도에게 1-0 승리를 거두었다. 이후 루마니아와 홈에서 실망스러운 1-1 무승부를 거두었고, 세르비아와도 1-1로 비기면서 프랑스는 조 1위에게 주어지는 자력 진출 기회로부터 멀어져 갔다. 티에리 앙리는 1-1로 비긴 2경기에서 모두 득점하면서 국가대표팀에서 통산 50호골을 기록하였다. 프랑스는 세르비아의 뒤를 이어 조 2위를 차지하면서 아일랜드와 남아프리카 공화국행 진출권을 두고 UEFA 플레이오프전을 펼쳤다.

#### 앙리의 손
프랑스는 예선 조에서 2위를 차지함에 따라, UEFA 예선 플레이오프전을 치르게 되었다. 플레이오프 추첨에서, FIFA는 시드 배정을 도입하여 과거 대회와 다르게 팀을 분류해, 논란을 불어일으켰다. 프랑스는 시드 배정을 받아 10월 19일에 아일랜드가 상대로 추첨되었고, 11월 14일에 더블린의 크로크 파크에서 1차전을, 11월 18일에 생드니의 스타드 드 프랑스에서 2차전을 치르게 되었다.
2009년 11월 14일, 프랑스는 아일랜드와 플레이오프 1차전을 벌였다. 니콜라 아넬카는 72분에 결승골을 뽑아냈는데, 그의 슛은 션 세인트레저에 의해 굴절되었다. 이 골로 프랑스는 1-0 승리를 챙겼다.
2차전에서는 로비 킨이 아일랜드의 골을, 윌리암 갈라스가 프랑스의 골을 득점하였다. 플로랑 말루다가 박스 안으로 프리킥을 차자, 티에리 앙리가 두 차례 공을 손으로 만진 후 갈라스에게 연장전 결승골을 도왔다. 앙리는 이후 핸드볼 사실을 인정하였다. "저는 공의 방향이 제 손으로 바뀌었다는 것에 대해 부정하지 않습니다." 라고 앙리는 말하였다. "자연스럽게도, 저는 우리가 승리를 거둔 방식에 부끄러우며, 남아프리카 공화국으로 갈 자격이 있는 아일랜드에게 진심으로 사죄합니다." 재경기에 대한 항소에도 불구하고, FIFA는 이를 기각하였다. 아일랜드 축구 협회는 이 사태에 대해 입을 열어 국내 신문지에 소식을 종일 도배하였고,"스포츠의 가치를 손상시켰다"라고 국회 회의까지 있었다. 논란의 사건은 스포츠 분야에서 1주간 다루어졌고, 비디오 기술의 도입에 대한 의견이 제시되었고, 향후에 더 많은 부심을 배치해 사건 재발을 방지하도록 만들었다.

### 2010년 FIFA 월드컵
2009년 12월 4일, 2010년 FIFA 월드컵 조추첨식이 열렸고, 시드 배정을 받지 못한 프랑스는 4포트에 들어갔다. FIFA는 조추첨 이틀을 앞두고 새로운 톱시드 조건을 발표하였다. 미셸 이달고 전 국가대표팀 감독은 FIFA의 행위가 앙리의 손 사건에 대한 처벌이라고 주장하였다. 톱시드 박탈은 프랑스에 큰 영향을 미치지 못했는데, 프랑스는 개최국 남아프리카 공화국과 더불어 멕시코, 우루과이와 함께 A조에 편성되었다. 대회 전, 프랑스는 코스타리카, 튀니지, 그리고 중국을 상대로 친선전을 펼쳤다. 특히 맨 후자의 경기에서는 프랑스가 0-1 충격패를 당했다.
본선 시작 후, 프랑스는 우루과이와의 1차전에서 0-0으로 비겼다. 쥐스트 퐁텐은 니콜라 아넬카와 프랑크 리베리의 활약에 좌절을 표하였다. 퐁텐은 구르퀴프가 경기 도중 "사라졌다"고 덧붙였다. 언론은 나중에 아넬카와 리베리가 고의로 구르퀴프에게 경기 도중 패스를 안한 것으로 밝혀졌다. 멕시코와의 다음 경기에서, 프랑스는 0-2로 패하였다. 그 다음날, 아넬카는 레이몽 도메네크 감독과 전반전 종료 후 멕시코의 패배에 언쟁을 벌인 것으로 퇴출되었다. 협회는 아넬카의 행위를 질타하였고, 언쟁 후, 도메네크와 파트리스 에브라는 아넬카를 퇴출시키기로 결정하였다. 그 다음날, 에브라가 로베르 뒤베른 감독과의 격렬한 언쟁에 연루되었고, 후자의 경우 도메네크가 만류하였다. 언쟁 결과, 선수들은 팀 버스로 복귀해 훈련을 취소하였다. 장-루이 발랑탱 매니저는 자신의 지위에서 사임하면서 국가대표팀의 행위가 "역겹고 혐오스러웠다"고 표하였다. 국가대표팀은 도메네크를 통해 아넬카를 퇴출 시킨 것에 대한 언론을 토대로 비난에 대해 성명서를 발표하였다. 협회는 성명서에 대해 선수들의 반란 행각을 "용납할 수 없다"고 주장하였고, 선수의 행위에 대해 사과하였다. 협회는 FIFA 월드컵 종료 후, 자문위원회와 국가대표팀의 현 상태에 대해 토론할 것임을 밝혔다. 2010년 6월 21일, 국가대표팀은 사건 없이 훈련에 복귀하였다. 다음 날, 프랑스는 개최국 남아프리카 공화국에게 1-2로 패하였다. 그 결과 대회에서 탈락하였다. 국가대표팀의 탈락 다음날, 다수의 언론들은 니콜라 사르코지 프랑스 대통령이 주장 티에리 앙리와 만나 FIFA 월드컵 기간동안 국가대표팀에 무슨 일이 있었는지 토론할 것이라고 보도하였다. 회의는 앙리가 제안하였다. 2010년 6월 28일, 장-피에르 에스칼레트 FFF 회장은 7월 2일부터 자신의 직위에서 물러날 것임을 발표하였다.
니콜라 아넬카, 파트리스 에브라, 프랑크 리베리, 제레미 툴랄랑, 그리고 에리크 아비달이 FIFA 월드컵 기간동안 주요 사건에 연루된 5명이었고, 2010년 8월 17일에 FFF의 징계 청문회로 소환되었다. 아넬카의 퇴출과 훈련 반대를 주동한 에브라와 리베리는 주장 및 부주장 직무의 유기로 소환되었고, 툴랄랑은 도메네크 감독이 읽은 성명서를 작성한 자로 지목되었고, 아비달은 조별 리그 최종전 출전을 거부한 것으로 기소되었다. 청문회 후, 아넬카는 프랑스 국가대표팀 18경기 출장 정지 징계를 당했고, 에브라는 5경기, 리베리는 3경기, 그리고 툴랄랑은 1경기 징계를 당했고, 아비달은 징계를 면했다. 아넬카는 징계가 소용이 없다고 주장하였는데, 그는 이미 국제 무대 은퇴를 고려했기 때문이었다.

## 블랑의 짧은 임기
2010년 5월 16일, 로랑 블랑이 보르도에서의 임기 3년만에 떠나는 것이 확정되었다. 사임 후, 블랑은 프랑스 축구 협회와 레이몽 도메네크가 FIFA 월드컵 후 떠나면서 공석이 될 국가대표팀 감독직을 놓고 협상하였다. 그날, 에스칼레트 회장은 블랑이 후임 후보임을 확인시켰다. 2010년 5월 18일, 장-루이 트리오 회장이 협회에 위약금을 요구하면서 블랑의 차기 국가대표팀 감독 취임이 확실시 되었다. 2010년 5월 20일, 클럽은 협회와 €1.5M의 위약금에 합의를 보았다. 2010년 6월 26일, 블랑이 협회와 UEFA 유로 2012까지 유효한 2년 계약을 맺은 것을 확인하였다. 협상은 1주 후에 마무리되었고, 블랑은 7월 2일에 공식적으로 국가대표팀 감독직에 취임하였다. 7월 6일, 블랑은 국가대표팀 감독으로써 기자 회견에 처음으로 참석하였다 "프랑스 국가대표팀은 누구의 소유가 아닙니다. 모두의 것이며, 당신 (언론) 에게 저에게도 해당됩니다. 저는 프랑스 국가대표팀이 대표하는 것이 무엇인지 이해하며, 권리와 요구 사항은 이 유니폼과 연결되어 있습니다." 블랑은 FIFA 월드컵 대실패를 안겨준 선수들이 새로 시작할 것이나, 자신은 선수들과 무슨 일이 있었는지 대화를 나눌 것이며, 스포츠적으로 고려해 결정을 내릴 것임을 밝혔다. 2010년 7월 23일, 프랑스 축구 협회의 자문위원회와 회의를 나눈 후, FIFA 월드컵에 참가한 23명의 선수들 모두 블랑의 요구에 따라 8월 11일자 노르웨이와의 친선경기에서 출장 정지 징계를 받게 되었다.
블랑의 첫 목표는 UEFA 유로 2012 본선에 진출하는 것이었다. 예선 추첨식은 2010년 2월 7일에 진행되었고, 프랑스는 루마니아, 보스니아 헤르체고비나, 벨라루스, 알바니아, 그리고 룩셈부르크와 함께 D조에 편성되었다.
블랑은 노르웨이와의 8월 11일 첫 경기에서 1-2로 패하였다. 이후 벨라루스에게도 0-1로 패하면서 예선 처음에 삐끗거렸고, 이어지는 보스니아 헤르체고비나전 2-0 홈승리를 기록하였다. 이후 루마니아에 2-0, 룩셈부르크와의 2연전에서 모두 2-0으로 이기면서 3번 연속 예선전에서 승리를 거두었고, 프랑스는 보스니아 헤르체고비나와 4점차로 선두를 달렸다. 프랑스는 보스니아 헤르체고비나와의 최종전에서 1-1로 비겨 1점을 추가하면서 본선행을 확정지었다.
친선경기에서, 프랑스는 잉글랜드에 2-1, 브라질에 1-0, 그리고 독일에 2-1로 이겨 강팀들을 연파하였다. 도합하여 대회 본선을 앞두고 21경기 무패 행진을 벌였다. UEFA 유로 2012 본선 조 추첨식에서 프랑스는 잉글랜드, 스웨덴, 그리고 우크라이나와 함께 D조에 편성되었다.

### UEFA 유로 2012
프랑스는 잉글랜드전 1-1 무승부로 대회를 시작하였는데, 전반전 종료를 앞두고 동점골을 기록하였다. 우크라이나와의 2차전은 5분만에 뇌우로 인해 경기가 중단되었다. 55분 후 경기가 재개되었고, 프랑스가 2-0으로 이겼다. 이후, 프랑스는 스웨덴과의 최종전에서 0-2로 패하였고, 같은 시간에 잉글랜드가 우크라이나를 1-0으로 이기는 바람에 조별 리그를 2위로 차지하였다. 프랑스는 8강전에서 전 대회 우승팀인 스페인에게 0-2로 패하였다. 대회 종료 후 2010년 FIFA 월드컵 당시와 비슷한 논란이 발생하였다. 4명의 선수가 태도 문제로 조사를 받았다: 아템 벤 아르파, 얀 음빌라, 사미르 나스리, 그리고 제레미 메네즈. 비록 프랑스는 최소한의 예상 목표를 달성했으나, 조별 리그를 앞두고 벌인 철저한 준비에도 불구하고 긴 기간의 무패 행진이 끝나는 실망스러운 결말을 맺었다.

## 데샹의 임기
2012년 6월 30일, 로랑 블랑 감독은 노엘 르 그라에 프랑스 축구 협회 회장과 이틀 뒤 대면한 후 대회 종료 후 감독직을 내려놓았다. 1주 후인 2012년 7월 8일, 디디에 데샹이 브라질에서 열릴 2014년 FIFA 월드컵 본선행을 목표로 프랑스 국가대표팀 사령탑에 내정되었다. 데샹의 임기 초, 파란 군단은 우루과이와 0-0으로 비겼다. 프랑스는 대회 예선 초, 핀란드를 상대로 아부 디아비가 결승골을 터뜨리며 신승을 거두었다. 2차전에서 프랑스는 벨라루스를 3-1로 가볍게 이겼다. 몇달 후, 프랑스는 일본과의 친선 경기에서 경기를 지배하고도, 비효율적인 경기 운영으로 일본에게 첫 패배를 당하였다. 비판의 대상이 되었던 프랑스는 스페인을 상대로 전반전에 주심에 의해 골을 취소당한 뒤 후반을 지배하여 올리비에 지루의 인저리 타임 동점골로 1-1로 비겼다. 인상적인 활약을 이어나가면서, 프랑스는 이탈리아를 상대로 발뷔에나와 고미스의 골로 2-1 승리를 낚아챘다. 파란 군단은 2012년을 8승 3무 3패로 마쳤다. 2013년의 프랑스 첫 상대는 독일로, 프랑크 리베리와 마티외 발뷔에나의 맹활약에도 불구하고 1-2로 패하였다. 예선전에서 파란 군단 (Les Bleus) 은 핀란드에 1-0 승리, 벨라루스에 3-1 승리를 거두었다. 일본전 충격패 이후, 전 대회 우승팀 스페인과의 경기에서 선수들이 "영웅적인" 활약을 펼쳤다고 칭찬하였다. 2013년 3월 22일자에서 프랑스는 조지아전 3-1 승리로 스페인과의 경기에서 승리할 시 I조 1위로 올라설 수 있었다.
그러나, 프랑스는 스페인과의 2013년 5월 26일 스타드 드 프랑스에서 열린 경기에 패해 조 2위에 머물렀다. 조지아전 0-0 무승부와  벨라루스전 4-2 승리로, 파란 군단은 2014년 FIFA 월드컵 유럽 플레이오프전에 진출하였다.
10월 11일, 오스트레일리아와의 친선전에서, 카림 벤제마가 득점을 올려 1222분 국가대표팀 경기 무득점 침묵을 깼다.. 프랑스는 이 경기에서 6-0 대승을 거두었다.
프랑스는 플레이오프전에서 우크라이나를 상대하여 1차전에서 0-2로 패하였다. 프랑스는 2차전에서 3-0으로 승리해 극적으로 FIFA 월드컵 본선행에 성공하였다. 이 우크라이나와의 경기는 프랑스가 분위기를 반전할 계기를 마련하였고, 이어지는 친선전에서 그 변화가 드러났다.

### 2014년 FIFA 월드컵
2013년 12월 6일에 열린 조 추첨식에서 프랑스는 (톱시드국) 스위스, 온두라스, 그리고 에콰도르와 함께 E조에 편성되었다.
대회 본선을 앞두고, 프랑스는 4번의 친선경기를 치렀다. 3월 5일, 프랑스는 네덜란드를 맞아 카림 벤제마와 블레즈 마튀이디의 연속골에 힘입어 2-0으로 이겼다. 파랑 군단은 2013년에 벨기에를 제외하고 강팀과의 연전에서 빠진 연패의 수렁에서 나왔다. 본선을 앞두고, 국가대표팀은 노르웨이에게 4-0 대승을 거두었으나, 파라과이에게 1-1로 발목이 잡혔다. 자메이카와의 마지막 친선전에서 프랑스는 8-0의 완벽한 승리를 거두었다.
6월 15일, 포르투알레그리의 이스타지우 베이라히우에서 열린 경기에서 디디에 데샹호는 온두라스에게 3-0 완승을 거두었다. 이 경기는 FIFA가 골라인 판독 기술로 득점을 판독한 최초의 경기였다..
6월 20일, 사우바도르의 아레나 폰치 노바에서 열린 스위스와의 2차전에서 파란 군단이 경기 종료 10분전까지 5-0으로 앞서다가 5-2 로 승리하였다. 17분에 선제골을 득점한 올리비에 지루는 프랑스의 FIFA 월드컵 100호골 득점자가 되었다. 이 경기는 조별 리그에서 가장 많은 골이 터진 경기로, 1958년 FIFA 월드컵 이래 처음으로 프랑스가 조별 리그에서 5골을 득점한 경기이다..
토너먼트전에서, 파란 군단은 8강에 올라 독일을 상대하였으나 0-1로 석패하였다. 대회 3주 후, 파란 군단은 국민의 신뢰를 회복하였다. 독일전에 선발 라인업을 짜기도 했던 파비앙 마녜누는 홈 안방에서 열릴 UEFA 유로 2016을 준비하게 되었다. 그러나, 그는 프랑스가 러시아에서 열릴 다음 월드컵을 앞두고 아직까지 거두지 못한 큰 경기에서의 좋은 성과가 필요하다고 주장하였다. 폴 포그바는 2014년 대회의 최우수 신인 선수로 선정되었다.

## 2018년 러시아 월드컵

### C조
| 순위 | 팀             | 경기 | 승 | 무 | 패 | 득 | 실 | 차 | 승점 |
| ---- | -------------- | ---- | -- | -- | -- | -- | -- | -- | ---- |
| 1    | 프랑스         | 3    | 2  | 1  | 0  | 3  | 1  | +2 | 7    |
| 2    | 덴마크         | 3    | 1  | 2  | 0  | 2  | 1  | +1 | 5    |
| 3    | 페루           | 3    | 1  | 0  | 2  | 2  | 2  | 0  | 3    |
| 4    | 오스트레일리아 | 3    | 0  | 1  | 2  | 2  | 5  | −3 | 1    |

출처: FIFA
| 프랑스                                        | 2 – 1  | 오스트레일리아          |
| --------------------------------------------- | ------ | ----------------------- |
| 그리즈만 58′ (페널티골) · 베히치 81′ (자책골) | 리포트 | 예디나크 62′ (페널티골) |

| 프랑스     | 1 – 0  | 페루 |
| ---------- | ------ | ---- |
| 음바페 34′ | 리포트 |      |

| 덴마크 | 0 – 0  | 프랑스 |
| ------ | ------ | ------ |
|        | 리포트 |        |

### 16강전
| 프랑스                                                 | 4 – 3  | 아르헨티나                                  |
| ------------------------------------------------------ | ------ | ------------------------------------------- |
| 그리즈만 13′ (페널티골) · 파바르 57′ · 음바페 64′, 68′ | 리포트 | 디 마리아 41′ · 메르카도 48′ · 아궤로 90+3′ |

### 8강전
| 우루과이 | 0 – 2  | 프랑스                  |
| -------- | ------ | ----------------------- |
|          | 리포트 | 바란 40′ · 그리즈만 61′ |

### 준결승전
| 프랑스     | 1 – 0  | 벨기에 |
| ---------- | ------ | ------ |
| 움티티 51′ | 리포트 |        |

### 결승전
| 프랑스                                                                     | 4 – 2  | 크로아티아                  |
| -------------------------------------------------------------------------- | ------ | --------------------------- |
| 만주키치 18 ′ (자책골) · 그리즈만 38′ (페널티골) · 포그바 59′ · 음바페 65′ | 리포트 | 페리시치 28′ · 만주키치 69′ |

## 역대 국제대회 스쿼드
| FIFA 월드컵 스쿼드 - 1930년 FIFA 월드컵 스쿼드 - 1934년 FIFA 월드컵 스쿼드 - 1938년 FIFA 월드컵 스쿼드 - 1954년 FIFA 월드컵 스쿼드 - 1958년 FIFA 월드컵 스쿼드 - 1966년 FIFA 월드컵 스쿼드 - 1978년 FIFA 월드컵 스쿼드 - 1982년 FIFA 월드컵 스쿼드 - 1986년 FIFA 월드컵 스쿼드 - 1998년 FIFA 월드컵 스쿼드 - 2002년 FIFA 월드컵 스쿼드 - 2006년 FIFA 월드컵 스쿼드 - 2010년 FIFA 월드컵 스쿼드 - 2014년 FIFA 월드컵 스쿼드 - 2018년 FIFA 월드컵 스쿼드 | UEFA 유럽 축구 선수권 대회 스쿼드 - 1960년 유러피언 네이션스컵 스쿼드 - UEFA 유로 1984 스쿼드 - UEFA 유로 1992 스쿼드 - UEFA 유로 1996 스쿼드 - UEFA 유로 2000 스쿼드 - UEFA 유로 2004 스쿼드 - UEFA 유로 2008 스쿼드 - UEFA 유로 2012 스쿼드 - UEFA 유로 2016 스쿼드 | FIFA 컨페더레이션스컵 스쿼드 - 2001 FIFA 컨페더레이션스컵 스쿼드 - 2003 FIFA 컨페더레이션스컵 스쿼드 |